# Ojibweg
De Ojibweg zijn een volk van inheemse Amerikanen. Zij worden ook wel Ojibwe, Anishinaabe, Anishinaabeg, Anishinaabe-Ojibwe of Chippewa genoemd.
De Ojibweg vormen na de Dineh (Navajo) en de Ahniyvwiya (Cherokee) de grootste groep inheemse Amerikanen in Noord-Amerika. Tijdens de periode van de eerste contacten met de Europeanen waren ze zelfs het talrijkste volk ten noorden van Mexico. In Canada vormen de Ojibweg de grootste inheemse bevolkingsgroep als de Anishininiwag (Oji-Cree: een Anishinaabe-volk met Cree- en Ojibweg-bloed in de aderen) en Métis (afstammelingen van Ojibweg en Franse, Engelse en Schotse Canadezen) worden meegerekend.
Meer dan 100.000 Ojibweg, onderverdeeld in circa 40 groepen, wonen in de Verenigde Staten. Het aantal van 100.000 valt aanmerkelijk hoger uit als de niet door de federale overheid erkende Ojibweg worden meegeteld. De meeste Ojibweg in de VS leven in de buurt van de Grote Meren; een relatief klein aantal woont in de staten Montana, North Dakota, Kansas en Oklahoma. Meer dan 76.000 Ojibweg wonen, onderverdeeld in ca. 70 groepen, in Canada, in grote meerderheid in de provincie Ontario. Ook dit aantal zou aanmerkelijk hoger kunnen zijn aangezien relatief veel Ojibweg in Canada gemengd bloed hebben en bij veel volkstellingen niet zijn meegeteld.
In de Verenigde Staten leven veel Ojibweg tegenwoordig in reservaten (reservations) en bezitten ze officieel de status van tribe; in Canada, waar men in plaats van tribes van bands en First Nations spreekt, leven ze in reserves. Veel tribes in de VS zijn onderverdeeld in bands en/of communities.
Het gebied waar de Ojibweg in leven, Anishinaabewaki of Anishinaabe Aki, strekt zich uit van Michigan, Wisconsin, Minnesota, Illinois, Ohio, North Dakota en Montana in de Verenigde Staten tot diep in Canada, in de provincies Quebec, Ontario, Manitoba, Saskatchewan, Alberta en Brits-Columbia. Tussen 800 en 1400 n. Chr. (wanneer precies is niet zeker), waarschijnlijk na anderhalf- tot drieduizend jaren-lange omzwervingen vanuit het Noord-Atlantische kustgebied, kwamen de Ojibweg terecht in het Grote Merendistrict, waarna door de eeuwen heen relatief veel groepen zich met elkaar hebben vermengd, zowel onderling als met de Odaawag, Cree en Fransen. Sinds de 19e eeuw leven er ook relatief kleine groepen Ojibweg in de staten Kansas en Oklahoma. Hier worden ze meestal aangeduid als Chippewa of Chippewa Munsee. In 1916 kwam tot slot een kleine groep Ojibweg via Turtle Mountain terecht bij de Bear Paw Mountains in Centraal-Montana, waar ze nu samen met een groep Nêhiyawak (Plains Cree) uit Canada een reservaat bewonen; hier vormen ze als Chippewa-Cree een tribe van ca. 2500 leden.
Ojibwemowin, de taal van de Ojibweg, behoort tot de Algonkische talen, die de grootste (sub)taalgroep in Noord-Amerika vormen; de taal zelf behoort tot de vier grootste talen ten noorden van de Rio Grande.
De Ojibweg uit het Grote Merengebied en het Canadees Schild staan vooral bekend om hun kano's en wilderijstteelt, en hun Midewigaanan of "medicijnhuizen", die centraal staan in het filosofische, religieuze en educatieve leven. De Ojibwe-naam voor dit waarschijnlijk al duizenden jaren oude genootschap is Midewiwin of Midewin. De Ojibweg zijn ook het enige inheemse volk dat ooit de machtige Haudenosaunee (Irokezen) heeft verslagen, en de Dakota-natie (Sioux) uit haar oorspronkelijke gebied heeft verjaagd. Verder heeft de Ojibwetaal het landschap in de VS en Canada met talloze poëtisch klinkende namen verrijkt, en is hun bawaajige nagwaagan of dromenvanger ('dreamcatcher') een van de meest herkenbare en universeel tot de verbeelding sprekende symbolen van onze moderne tijd geworden.

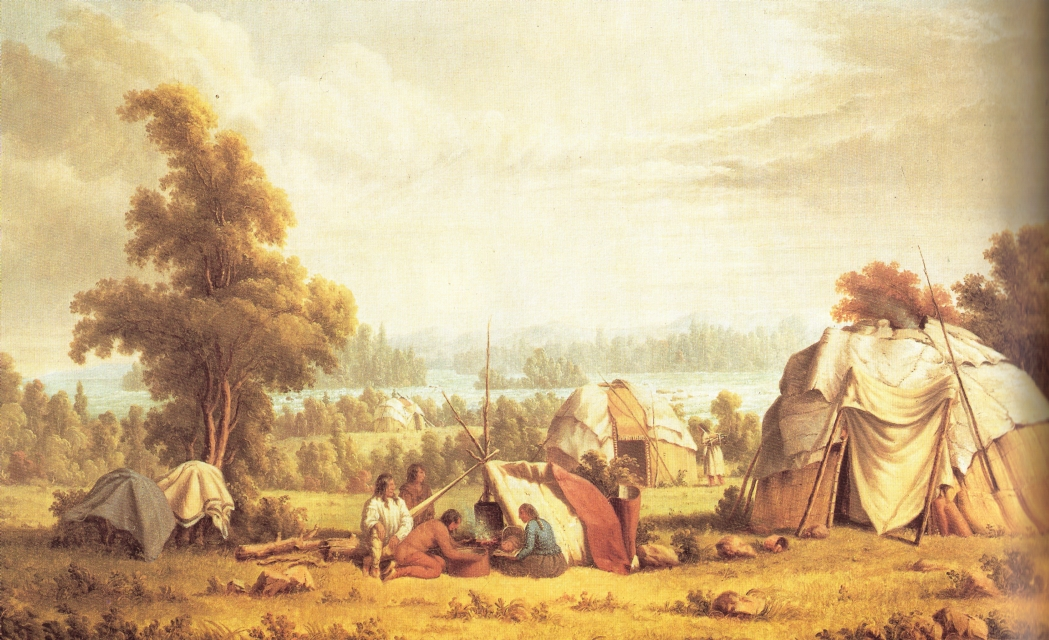
Een dorp bij Sault Ste. Marie in 1846, Paul Kane

## Naam
| N.B.: De namen die in dit artikel voor de Ojibweg gebruikt worden, zijn afwisselend Ojibweg en Anishinaabe-Ojibweg; in beide gevallen wordt hetzelfde volk bedoeld. Wanneer van Anishinaabe-Ojibweg gesproken wordt, is dit om de speciale Anishinaabe-identiteit te benadrukken, iets waar de Ojibweg van oudsher zeer aan hechten. Dat in dit artikel in de regel van Ojibwe(g) wordt gesproken is een bewuste keuze: de benaming Anishinaabe(g) refereert namelijk niet exclusief aan dit volk, maar maakt evengoed deel uit van de culturele identiteit van verwante volkeren zoals de Anishininiwak, Bodéwadmik, Odaawaag, Mamaceqtaw, Omàmiwininiwak en Lenni-Lenape. |

Van oudsher beschouwen de Ojibweg zichzelf niet als een afzonderlijk volk. Dit gold vooral voordat men in contact met de Europeanen kwam. Voor zover de identiteit van de Ojibwe het plaatselijke oversteeg, voelde hij zich eerder deel van een meerdere volken omspannende Anishinaabe-identiteit. Het besef deel uit te maken van één grote (proto-)natie, namelijk die van de Algonkisch-sprekende Anishinaabeg, en de wetenschap tot een bepaalde Anishinaabe-totemclan te horen, waren essentiëler dan een duidelijk gemarkeerd cultureel en politiek onderscheid tussen bijvoorbeeld Ojibwe, Anishinini, Bodewadmi, Odaawaa of Algonkin. Hoewel de huidige politiek-economische realiteit en de juridische status van de Ojibwe-populaties in de Verenigde Staten en Canada oppervlakkig gezien anders zouden doen vermoeden, is het besef onderdeel te zijn van een groter cultureel geheel nog altijd zeer levendig aanwezig bij de meeste Ojibweg.
Om bovenstaande reden is de naam die de Ojibweg (enkelvoud: Ojibwe) van oudsher voor zichzelf gebruiken Anishinaabe (meervoud Anishinaabeg); dit wordt tegenwoordig vaak verbasterd tot Shinaab, of in de volksmond: 'Shinnob' (meervoud: Shinnobs). Volgens andere spellingmethodes dan die sinds kort als de officiële geldt, wordt Anishinaabe ook wel geschreven als Anishnabe, Anishnawbe, Anishnabec, Anishnawbec, Anićinabwi of Anićinapec. Dit betekent: "Spontane Mensen", dat wil zeggen "Zij die uit het niets zijn ontstaan", wat verwijst naar het traditionele geloof dat de eerste twee voorouders van de Ojibweg, voordat Giizhigookwe (de "Luchtvrouw") ze op de rug van een grote Mikinaak (bijtschildpad) of Mishiikenh (modderschildpad) plaatste, in de lucht zijn verwekt, dus niet uit iets tastbaars als aarde, vuur of rots. (De schildpad is een metaforisch begrip dat naar het Noord-Amerikaanse continent verwijst.) Soms wordt de naam uitgesproken als Nishnaabe; de Ojibweg uit Noord-Ontario schrijven dit als Nishnawbe. De Ojibweg uit Michigan en Wisconsin noemen hun verwanten uit Canada soms Mishtawayawininiwag (de naam van een band uit Ontario). Verder worden de Ojibweg die op het schiereiland van Ontario leven, wel Misi-zaagiwininiwag (Volk van de Grote Riviermonding) genoemd; door de Fransen verbasterd tot Mississauga.
Bungee is de naam die de Ojibweg die in het begin van de 19e eeuw de hoogvlakten ('plains') van Montana, North Dakota, Manitoba en Saskatchewan begonnen te bevolken, van de Anglo-Canadezen kregen. Bungee is een verbastering van het Ojibwe-woord Bangii, wat 'een klein beetje' betekent, een verwijzing naar het vele Franse (mestiezen)bloed (Métis-bloed) dat dit volk door de aderen stroomt. De Ojibweg uit Manitoba, Saskatchewan, en British Columbia die door de Fransen Saulteaux (spreek uit: SOO-TOO) werden genoemd, gebruiken overigens bij voorkeur voor zichzelf de term Nakawēk (afgeleid van Nakawininiwak).
De Anishininiwag (ook wel Oji-Cree, Woodland Cree of Severn Ojibwe genaamd) uit het merengebied van Manitoba en het bovenste stroomgebied van de Severnrivier in Noord-Ontario, beschouwen zichzelf in de eerste plaats als Anishinaabeg. Het volk is ontstaan uit vermenging van Cree- en Ojibwebloed, en worden door sommigen als een opzichzelfstaande natie beschouwd. Officieel maken ze dan ook geen deel uit van de Ojibweg; toch beschouwen sommigen hen als een subdivisie van de Ojibwe-natie. Tot slot wordt het volk dat al bijna duizend jaar aan de noordzijde van het Nipissingmeer in Oost-Ontario leeft (nummer 25 op de kaart), N’Biissing of Nipissing (‘Volk van het Kleine Water’) genoemd. Een naam die ze voor zichzelf en hun buren, Omàmiwininiwak (Algonkin) gebruiken, is Odishkwaagamiig: 'Aan het Eind van het Meer'. Zij stammen gedeeltelijk af van de Omàmiwininiwak en worden door sommigen beschouwd als de voorouders van de Ojibweg van het Grote Merengebied. Net als het Anishinini-volk uit het hoge noorden en de Misi-zaagiwininiwag uit het zuiden, ziet de Nipissing First Nation zichzelf als een afzonderlijke natie, maar beschouwen anderen hen enerzijds als onderdeel van de Odishkwaagamiig, en anderzijds als een ‘sub-natie’ van de Ojibwe Anishinaabeg.
De naam Ojibweg (enkelvoud: Ojibwe) kregen de Anishinaabeg van de door de hen omringende Algonkische volkeren, en werd door de Anglo-Amerikanen verbasterd tot Chippewa; niet te verwarren met de Chipewyan, een Athabaskisch sprekend volk uit Noord-Canada. De term Chippewa wordt nog altijd gebruikt voor die groepen die in reservaten leven in Kansas, Oklahoma, Montana, Minnesota, Wisconsin en op het noordelijke schiereiland van Michigan. Over de precieze herkomst en betekenis van het woord Ojibwe bestaat geen eensluidende verklaring; het zou afgeleid kunnen zijn van Ozhibii’iweg, wat “zij die aantekeningen bewaren van een visioen” betekent, naar hun gewoonte om hun visioenen, gezangen en geschiedenis in berkenbast te kerven en als rotstekeningen achter te laten op rotswanden langs oevers van meren.

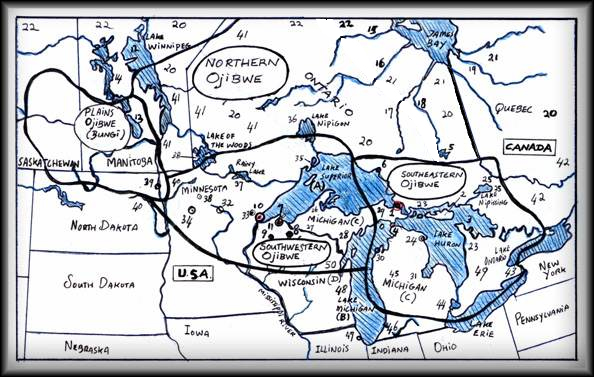
Overzichtskaart van Anishinaabe Aki (Anishinaabewaki), het land van de Ojibweg in de VS en Canada zoals dat er sinds 1800 uitziet. De cultuur van de Ojibweg is hier onderverdeeld in een zuidoostelijke, zuidwestelijke, noordelijke en 'plains' cultuur. In het noorden van Ontario, in de streek tussen Lake Nipigong en de zuidelijke oevers van James Bay, ligt Nishnawbe Aski, het land waarop 49 naties van Cree, Anishininiwag (Oji-Cree) en noordelijke Ojibweg leven. Links ervan, rondom het Winnipegmeer en Lake of the Woods in de Canadese provincies Manitoba en Ontario, leven als onderdeel van de noordelijke Ojibwecultuur de Nakawēk (Winnipeg Saulteaux). Nog weer verder naar links, in Manitoba, Saskatchewan, Montana en North Dakota, leven eveneens groepen Nakawēk, ook wel Bungee, Saulteaux of Plains Ojibwa genoemd.
Bron: jaawanart.com sieraden en achtergrond-verhalen over de Ojibwe-cultuur.

Andere bronnen (met name Canadese Ojibwe-schrijver en cultureel historicus Basil Johnston) menen dat Ojibwe afstamt van een Cree-woord dat "Zij die stotteren" betekent, omdat zij vonden dat hun buren een vreemde uitspraak van het Algonkisch hadden. Weer andere bronnen beweren dat het is afgeleid van een woord dat "Stem van de Kraanvogel" betekent; een verwijzing naar hun belangrijkste totemclandier. De overheersende wetenschappelijke mening is echter nog altijd dat Ojibweg is afgeleid van het Algonkische woord Ojiibwabweg dat “zij die koken totdat het samentrekt” betekent, wat refereert aan de Ojibwe-methode om door gebruik van vuur hun mocassins waterdicht te maken. (Toch is ook niet helemaal uit te sluiten dat deze uitdrukking refereert aan het (veronderstelde) feit dat de Ojibweg hun gevangengenomen vijanden soms boven een vuur roosterden.)
De term Chippewa wordt nog altijd in de Verenigde Staten officieel gehanteerd. Hoewel in Canada de schrijfwijzen Ojibwa en Ojibway nog altijd gemeengoed zijn, verdient – fonetisch gezien – Ojibwe de voorkeur (meervoud: Ojibweg). Tegenwoordig is bij de Ojibweg/Chippewa zelf, ongeacht aan welke kant van de grens ze leven, een duidelijke voorkeur merkbaar voor de benaming Anishinaabe(g) of Nishnaabe(g).
Lijst van de Anishinaabe-Ojibweg en hun onderverdeling in culturele regio’s:
- Noordelijke Ojibweg
  - Noordoostelijke Ojibweg
    - Ojibweg: centraal Noord-Ontario. Taal: Ojibwemowin ᐅᒋᐺᒧᐎᓐ

  - Noordwestelijke Ojibweg
    - Nakawēk (Eastern Saulteaux): Noordwest-Ontario en zuidwest-Manitoba. Taal: Ojibwemowin ᐅᒋᐺᒧᐎᓐ/Northwestern Ojibwa
    - Manitoba Nakawēk (Central Saulteaux, Plains Ojibwe, Bungi): Oost- en zuid-Manitoba, west-centraal Manitoba, zuid-Saskatchewan. Taal: Plains Ojibwe
    - Nakawēk (eigennaam) (Western Saulteaux): Centraal-Saskatchewan, zuidwest-Manitoba, centraal-Alberta en oost-Brits Columbia. Taal: Nakawēmowin ᓇᐦᑲᐌᒧᐎᓐ
      - Chippewa Cree: Centraal-Montana. Taal: Ojibwemowin ᐅᒋᐺᒧᐎᓐ, Nēhiyawēwin Cree
      - Anishininiwag (Oji-Cree): Noord-Ontario, Island Lake in Manitoba. Taal: Anishininimowin ᐊᓂᔑᓂᓂᒧᐏᐣ (Severn Ojibwa)
- Zuidelijke Ojibweg
  - Zuidoostelijke Ojibweg
    - Ojibweg: Michigan, Zuidoost-Ontario, Zuidwest-Quebec. Taal: Ojibwemowin ᐅᒋᐺᒧᐎᓐ
    - Ojibweg (Chippewa): Indiana, Ohio. Taal: Ojibwemowin ᐅᒋᐺᒧᐎᓐ

  - Zuidwestelijke Ojibweg
    - Ojibweg (Chippewa): Wisconsin, Minnesota, Noord-Illinois, Zuidwest-Ontario. Taal: Ojibwemowin ᐅᒋᐺᒧᐎᓐ

## Cultuur

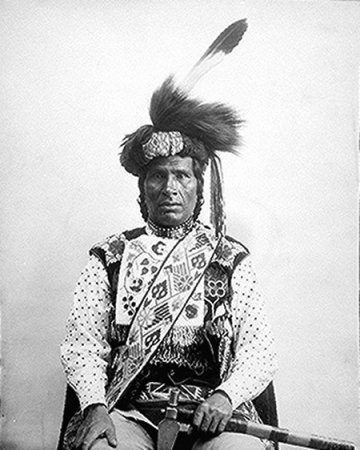
Midwewinind ("Hij die van een afstand wordt geroepen") van Gaa-waabaabiganikaag (White Earth), Minnesota, 1894. Zijn kleding is typerend voor de zuidelijke Ojibweg in de 19e eeuw: met kralen bestikte zwarte stof en geborduurde sjerp met bloemmotieven en een tulband van bont. Op zijn tulband prijkt een arendsveer. In zijn hand draagt hij een bagamaagan of tomahawk-pijp.

De meeste Ojibweg waren jagers en voedselverzamelaars. Ze volgden de cyclus van de vier seizoenen en leefden van gaamiinigooyang: "dat wat ons is gegeven", namelijk alles wat het land en het water hun gaf om te overleven. dat wil zeggen: overleven in de letterlijke betekenis van het woord, maar ook in spirituele zin. Hun woningen, de wiigiwaaman (wigwams) die in de vorm van waaginogaanan (koepelvormig) en nasawa'ogaanan (kegelvormig) werden gebouwd, maakten de Ojibweg onder andere van buigzame takken van de wilg of de haagbeuk (het geraamte) en grote lappen berkenbast (als bedekking). Ze kenden ook een zeer complex picturaal schrift, dat gebruikt werd bij (geheime) religieuze riten van de Midewiwin, en dat voor mnemonische doeleinden geschreven werd op rollen van berkenbast. De geschiedenis en omzwervingen van het volk, de religieuze liederen en allerhande wetenschappelijke kennis (op het gebied van geografie, meetkunde en algebra) zijn hiermee tot op de dag van vandaag vastgelegd voor het nageslacht. De Midewiwin was en is de hoeder van de uitzonderlijke medicinale kennis van de plantenwereld die het volk bezit; dit, en de ongeëvenaarde magische krachten die de Ojibweg daarnaast bezaten, maakt dat ze van oudsher gerespecteerd en gevreesd zijn door de omringende inheemse volken - die hen dan ook de titel "Tovenaars van het Woud" meegaven.
De cultuur van de Ojibweg maakte deel uit van de zogenaamde Woodlands Culture (boslandcultuur), maar omdat er zoveel groepen (bands) waren die verspreid over een groot grondgebied leefden waren er wel onderlinge verschillen. Zoals alle inheemse volkeren pasten de Ojibweg zich soepel aan de omstandigheden aan; deze waren hard, zoals je in subarctis kunt verwachten. Zo adopteerden de Bungee (Plains Ojibwe), nadat ze in de eerste helft van de 19e eeuw de noordwestelijke vlakten hadden bereikt, de bizoncultuur van hun buren, de Nehiyawak, en ontstonden er grote verschillen tussen hen en de andere Ojibweg. Deze verschillen ontstonden vooral op het gebied van taal, kleding en kunst; toch bleven de oude traditionele gewoontes zoals sugar making (het collectief winnen van ahornsiroop) en het uitvoeren van de heilige riten van de Midewiwin, tot op heden bewaard.

### Taal
Waar de Anishinaabe-Ojibweg uit de Verenigde Staten door de eeuwen heen hebben moeten zwichten voor de pogingen van de overheid het spreken van de eigen taal uit te bannen, spreken nog altijd 50.000 of meer van hun verwanten in Canada de eigen taal. Van Quebec in het oosten tot over de grenzen van Brits-Columbia in het westen zijn reservaten gevestigd die meestal klein van oppervlakte zijn maar waar, niet in de laatste plaats dankzij hun geïsoleerde ligging, de Canadese Anishinaabeg politiek goed georganiseerd zijn, en hun taal springlevend is.
De taal van de Ojibweg, het Ojibwemowin of Anishinaabemowin, maakt deel uit van de grote Algonkische taalfamilie. Ze bestaat uit een enorme verscheidenheid aan dialecten. De verschillen tussen bijvoorbeeld de noordelijke (Canadese) dialecten enerzijds en de dialecten in de VS zijn aanzienlijk. Aangezien het oorspronkelijk om een gesproken taal gaat is het geschreven Ojibwemowin een relatief recentelijk fenomeen. Er is geen standaard spellingswijze; bij de schrijfwijze van de Ojibwe-woorden (namen) die in dit artikel voorkomen, is gebruikgemaakt van het Ojibwe dubbele-klinkersysteem, dat sinds de jaren 80 van de 20e eeuw bij zowel taalwetenschappers als de Ojibweg zelf populair is. Deze spellingsmethode is overigens NIET gebruikt voor de woorden (namen) uit andere inheemse talen dan het Ojibwemowin.

### Tradities en middelen van bestaan
Ondanks een toenemende leegloop van de reservaten, waarbij steeds meer jongeren naar (rand)steden verhuizen, zijn in de VS en Canada de visserij, de jacht, en - in de meer zuidelijk gelegen gebieden - de oogst van wilde rijst en ahornsap, nog altijd de belangrijkste factoren voor de (relatieve) welvaart van veel Ojibwe-bands. Deze seizoengebonden, traditionele middelen van bestaan betekenen veel méér dan een economische traditie waarvoor toevallig een markt bestaat; de van oudsher beoefende activiteiten binden de Ojibweg nog altijd sterk aan hun eeuwenoude jagers- en verzamelaarscultuur.
Tegenwoordig komen de Ojibweg - onder wie velen die in de grote stad wonen - 's zomers op talloze reservaten in Canada en de Verenigde Staten samen tijdens niimi'idimaa (powwows: sociaal-culturele bijeenkomsten waar traditioneel wordt gedanst) en jiingotamog (spirituele bijeenkomsten), en velen volgen nog altijd (of sinds korte tijd weer) de traditionele weg van Anishinaabewaadiziwin (Nishnaabe-adzewin). Dit gebeurt onder andere in de vorm van het bijwonen en meewerken aan activiteiten zoals sugar camps in de lente en manoominike (de wilderijstoogst) in augustus, jagen en vallenzetten en het plukken van bessen en geneeskrachtige kruiden. Ook wordt de jeugd tegenwoordig weer geleerd open te staan voor de betekenis en innerlijke kracht die visioenen en dromen hen kunnen bieden, en worden ze aangemoedigd net als hun voorouders te streven naar jiisakiiwin, communicatie met de geestenwereld. Ook is er weer meer belangstelling voor het Ojibwemowin, de Ojibwetaal. Toch is er een keerzijde aan deze culturele opleving: het sinds de jaren 60 van de 20e eeuw op vrijwel alle indiaanse reservaten in Amerika gangbare pan-indianisme, geïntroduceerd door inheemse mensen die een bestaan in de steden hebben opgebouwd, heeft veel van de oorspronkelijke, authentieke Anishinaabe-cultuurelementen vervangen.
De Nakawēg en Bungee-Ojibweg die sinds de 19e eeuw de prairies noordelijk en oostelijk van de Grote Meren bevolken, leefden net als hun buren de Nehiyawak (Plains Cree) en Assiniboine-Nakota van de bizonjacht. De Ojibweg die rondom de Grote Meren woonden, leefden traditioneel van de visvangst, de jacht en vallen zetten, maar ook van voedsel verzamelen; onder andere in augustus/september manoomin (wilde rijst) en, in april, zhiiwaagamizigan (ahornsiroop). Dit vond met name plaats in het gebied van het huidige Wisconsin en Minnesota. Deze Bosland-Ojibweg gebruikten deze zeer voedzame siroop behalve ter consumptie om er hun voedsel mee te conserveren.
De Ojibweg die in de wat gematigder zuidelijke regionen van de Grote Meren verbleven, konden het zich bovendien veroorloven op beperkte schaal landbouw te bedrijven, met name mandaamin (mais), asemaa (tabak), miskodiisiminag (bonen), naabagogwissimayun en agwisimaanan (kalebas en pompoenen). In deze zuidelijker streken waren de dorpen dan ook groter en meer permanent bewoond, en was de sociale structuur complexer. Baaga'adowe (lacrosse) was het favoriete balspel voor de Ojibweg; vooral in het gebied dat nu Minnesota heet.
De Ojibweg stonden bij andere inheemse volkeren bekend als kenners op het gebied van de kosmologische en ecologische verbanden die in de natuur bestaan. De windrichtingen en de stand van de zon, de maan en de sterrenconstellaties stonden rechtstreeks in verband met ningo gikinowin (de cyclus en het ritme van de seizoenen) en met de cyclus van de jacht, visvangst en voedsel verzamelen. De eeuwenoude ceremoniën en de traditionele vertellingen die door de eeuwen zijn bewaard door het Midewiwin-genootschap en nog altijd van generatie op generatie worden doorgegeven, zijn hier een afspiegeling van.
Tijd werd niet gemeten in weken, dagen, uren, minuten en seconden, maar in seizoenen: het breken van het ijs, het vloeien van het ahornsap, de bloei van de wilde rijst, en (in de meest noordelijke gebieden) de trek van het rendier en de bizon. De Ojibweg verdeelden een jaar in twaalf, soms dertienmaanden, die "manen" (giizis, meervoud giizisoog) werden genoemd, en die bij volle maan een aanvang namen. De maand april bijvoorbeeld staat bij de zuidelijke Ojibweg bekend als iskigamizige-giizis, de ahornsap-kook-maan. Dit was de tijd waarin Ojibwe-families bij de Grote Meren hun winterhuizen verlieten en het bosland introkken om gezamenlijk ahornsap af te tappen. Het was tevens een feestelijke tijd waarin men elkaar verhalen vertelde over de afgelopen winter. De vrouwen en kinderen besteedden veel tijd aan het verzamelen en koken van het sap; de aldus ontstane siroop bewaarde men in gekristalliseerde vorm in berkenbasten makakoon en dierenvellen en werd het hele jaar door gebruikt om vlees en vis van extra smaak en voeding te voorzien. Oorspronkelijk telden de Ojibweg de tijd niet in weken, en het begrip weekdag was onbekend. Na contact met de Europeanen veranderde dit, en kregen de dagen (giizhig) namen die waren afgeleid van Europese namen van dagen. De Ojibweg uit Minnesota bijvoorbeeld noemden zondag anama'e-giizhigad (letterlijk: bid-dag), en maandag nitam-anokii-giizhigad (letterlijk: eerste dag van de week).

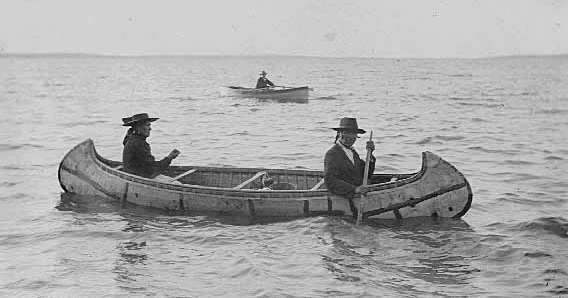
Jimaan, de klassieke Ojibwe-kano van berkenbast, Minnesota, ca. 1910. Dit model stond model voor de tegenwoordig wereldwijd populaire Canadese kano.

Een gewoon jaar werd onderverdeeld in de volgende twaalf manen (deze benamingen, waaruit duidelijk blijkt hoezeer de Ojibweg leefden naar het ritme van de natuur, kennen meerdere variaties afhankelijk van gebied en gesproken dialect):
- Gichi-Manidoo-Giizis (Grote Mysteriemaan) (januari)
- Namebini-Giizis (Zuigkarpermaan) (februari)
- Bebookwaadaagame-Giizis (Gebroken sneeuwschoen-maan) (maart)
- Iskigamizige-Giizis (Ahornsapmaan) (april)
- Waabigwani-Giizis (Bloeimaan) (mei)
- Ode’imini-Giizis (Aardbeiplukmaan) (juni)
- Aabitaa-Niibinoo-Giizis (Midzomermaan) (juli)
- Miini-Giizis (Blauwe-boslandbessenplukmaan) (augustus)
- Manoominike-Giizis (Wilderijstoogstmaan) (september)
- Binaakwi-Giizis (Maan van de vallende bladeren) (oktober)
- Gashkadino-Giizis (Maan waarin zich ijs vormt) (november)
- Manidoo-Giizisoons (Kleine Mysteriemaan) (december)
- Schrikkelmaand

De Ojibwe-kalender kent zevenmaal in negentien jaar dertien maanden; de schrikkelmaand komt voor in de periode december~januari. Het nieuwe jaar begint dan met volle maan tijdens of na de winterzonnewende. De schrikkelmaand heeft, afhankelijk van gebied en gesproken dialect, meerdere namen: de Ojibweg van het zuidelijke schiereiland van Michigan en uit Zuid-Ontario, bijvoorbeeld, gebruiken de benaming Oshki-bibooni-giizisoons (Kleine Nieuwe Wintermaan).

De Ojibweg stonden (en staan) bekend als uitstekende jagers en vallenzetters en dit waren eigenschappen die ook van pas kwamen bij het voeren van oorlog. Vooral de visvangst en dan met name houtingen en steur was een gezonde aanvulling op hun dieet en werd op een gegeven moment steeds belangrijker; dit gold in de eerste plaats voor de noordelijkste bands. Het concept 'visvangst' is nauwelijks terug te vinden in de Ojibwetaal; men beschouwde de visvangst dan ook als een vorm van jacht, en vissers werden gewoon 'jagers' genoemd. Er bestonden geen magische liederen voor de visvangst en zelfs het Ojibwe-woord voor de (Noord-Amerikaanse soort) houting ('whitefish'), de hoeksteen van hun bestaan, is adikameg, een variant van het woord voor rendier, adik. De Ojibweg begroeven hun doden in grafheuvels, waar vaak een jiibegamig of “zielenhuis” bovenop geplaatst werd, en die gemarkeerd werden met een houten gedenkteken met de odoodem (het clanteken) van de overledene erop gegraveerd.

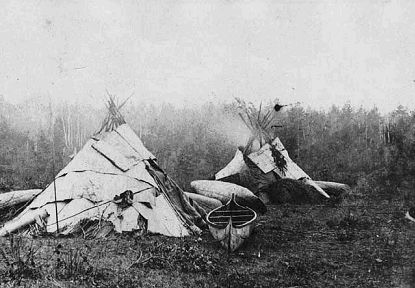
Een Ojibwe-kamp in de bush, Minnesota ca. 1870. Kano's en kegelvormige wiigiwaaman (wigwams) zijn bekleed met berkenbast. Wat de bizon was voor de Blackfoot, Lakota, Nakawēk (Plains Ojibwe) en andere prairie-volkeren, was wiigwaasaatig, de witte berk, voor de oostelijke Ojibweg. Deze berkenbastcultuur vindt men overigens bij meerdere Algonkische volkeren uit het oosten, zoals de Omàmiwininiwak (Algonkin) uit Quebec en Ontario en de Mi'kmaq uit New England, Quebec en de overige Canadese kustprovincies.

Toen ze nog aan de Atlantische kust leefden hadden de Ojibweg al een picturaal schrift ontwikkeld dat, ook nadat ze in het Grote Merengebied terechtkwamen, gebruikt werd in de gewijde riten van de Midewiwin. Dit schrift werd vereeuwigd op rolvormig perkament van berkenbast (dat wel duizend jaar meegaat; de Midewiwin kent zeven van deze rollen) en in de vorm van rotstekeningen die hier en daar hun sporen hebben nagelaten in het Canadees Schild. De miigis of kaurischelp, die van verre kusten afkomstig is, stond centraal in vele ceremoniën, en het gebruik ervan (en de centrale rol die ze speelde in de mythologische migratieverhalen) is een belangrijke indicatie van het bestaan van een uitgebreid handelsnetwerk dat honderden, mogelijkerwijs duizenden jaren geleden in Amerika moet hebben bestaan. In elk geval staat vast dat de Ojibweg, die hun kano's over praktisch alle waterwegen van Noord-Amerika stuurden en koperen pijlpunten, bont, mais en veel meer zaken verhandelden, eeuwenlang een handelsroute vormden die tot aan de kusten van de Grote Oceaan leidde.
Over het algemeen gebruikten de Bosland-Ojibweg bijna geen paarden en ook jaagden zij weinig op de bizon. Honden waren eigenlijk hun enige huisdieren en ze waren bij hun feesten een belangrijk gerecht. De jagers gebruikten aagimag (sneeuwschoenen) en odaabaa'iganag of zhooshkodaabaan (toboggans) om het vervoer over sneeuw en ijs gemakkelijker te maken. De Ojibweg gebruikten berkenbast (wiigwaas) voor vele doeleinden. Zij maakten er opbergdozen en manden (makak, meervoud makakoon) van en ook werd de bast gebruikt om er jiimaanan (kano’s) van te maken. De jimaan was een stuk lichter in gebruik dan de uitgehakte kano die de Dakota gebruikten en ze waren ook veel sneller. Ook werd de berkenbast gebruikt om er hun koepelvormige en kegelvormige wiigiwaaman (wigwams of huizen) mee te bekleden.
De zomerkleding van de Ojibweg bestond uit gelooid hertenleer waaraan in de winter bontstukken werden toegevoegd. Hun makisinan (mocassins) vielen op door een gepofte naad. Ze waren meestal rood, geel, blauw of groen gekleurd. De lange koude winters dwongen de Ojibweg lange tijd in hun wigwams te verblijven, alwaar zij zich bezighielden met verhalen vertellen, en met het maken van ingewikkelde borduurpatronen van flexibel gemaakte stekelvarkenpennen en ontwerpen gemaakt van elandshaar en berkenbast.

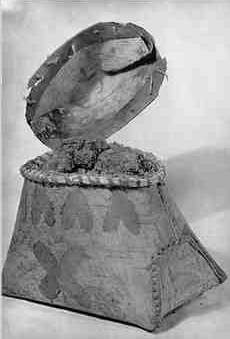
Makak met deksel om ahornsuiker in te bewaren, omstreeks 1925

Over het algemeen droegen de mannen en vouwen hun haar lang en gevlochten, sommige mannen droegen een scalplok. Veel mannen droegen als hoofddeksel een soort kap gemaakt van de huid van hertenkoppen, of een soort tulband van bont. Verentooien zoals bij hun buren de Dakota waren niet gebruikelijk. De Ojibweg scalpeerden soms, maar over het algemeen werden hun vijanden meteen gedood en niet gemarteld. Polygamie was niet de gewoonte. Ritueel kannibalisme ten aanzien van hun vijanden kwam voor. Hun sociale organisatie en regeringssysteem waren (en zijn) gebaseerd op vijf tot dertig clans, ieder vertegenwoordigd door een odoodem (diertotem).
Voor het eerste contact met de blanken waren de taal en de familiebanden het enige dat de bands met elkaar verbond. De levensstijl van jagen en verzamelen vereiste van hen dat zij zich opsplitste in kleine bands, die volgens een vast patroon rondtrokken om zo optimaal gebruik te maken van hetgeen de natuur hen gaf. In de winter (een tijd die biboonishiwin werd genoemd) splitsten zij zich op in clans of familiegroepen en bewoonden zij kleine geïsoleerde dorpjes. Dit stelde de jagers op mooz (eland), adik (rendier), waawaashkesh (hert) en makwa (beer) en de vallenzetters, vooral die uit het hoge noorden, in staat een groot gebied te bejagen zonder de andere groepen voor de voeten te treden. De Ojibweg uit het noorden verlieten zo gauw het ijs van de meren en rivieren was gesmolten hun winterkampen en trokken naar de oevers van de Grote Meren; hier kampeerden zij gedurende de zomer vlak bij riviermondingen waar de mannen visten naar zuigkarper en steur.
Talrijke clans verbleven bovendien in zomerkampen aan de oevers van de zoetwatermeren en visten, jaagden, en verzamelden voedsel en geneeskrachtige kruiden. Deze dorpen bestond doorgaans uit 50 tot 70 personen, die in met berkenbast bedekte waaginogaanan (koepelvormige wigwams) en nasawa'ogaanan (kegel- of tentvormige wigwams) woonden. De mannen organiseerden geregeld jachtexcursies naar de boslandsen terwijl de vrouwen een grote verscheidenheid aan planten verzamelden die voor voedsel, bouwmateriaal en medicijnen dienden, en kleine moestuinen plantten en onderhielden. Aan het eind van de periode die dagwaagin werd genoemd (de herfst), gebruikte men sommige zomerkampen als uitvalsbasis voor zeer productieve visexpedities naar de stormachtige Grote Meren, waar men te midden van de schuimkoppen netten uitzette bij riffen waar houting en forel in gigantische hoeveelheden kuit schoten. Na de overvloedige vangst werd de vis schoongemaakt, gerookt en ingevroren voor de wintermaanden. Dit zeer zware werk was de taak van de vrouwen.

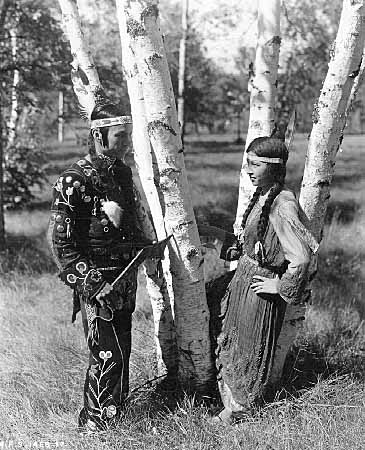
Een man en een vrouw voor een wiigwaasi-mitig (witte berk) in 1930. De man is gehuld in het traditionele, met ‘floral design’ versierde kostuum van de zuidelijke Anishinaabe-Ojibweg uit de 19e eeuw. In zijn hand draagt hij een traditionele ‘gun stock’ krijgsknots. Bron: Minnesota Historical Society

Tijdens de warmere maanden, een periode die niibinishiwin werd genoemd, verzamelden de groepen die ten zuiden van de Grote Meren leefden en die behalve jagers ook landbouwers waren, zich tot bands van (soms) zo’n driehonderd à vierhonderd mensen, op een bekende plaats met voldoende vis en andere voedingsbronnen en waar vruchtbare landbouwgrond was. Dit was meestal landinwaarts, aan een rivier, beek of meer. De dorpen bestonden uit kleine koepelvormige waaginogaanan bedekt met berkenbast of bladen van lisdodde. Zowel bij de noordelijke als de zuidelijke Ojibweg was bijna geen sprake van een centrale organisatie en de macht van de door erfopvolging benoemde ogimaag (opperhoofden of woordvoerders) bleef beperkt tot de eigen band. Een samenkomst van meerdere bands vond zelden plaats, alleen als verschillende bands een gezamenlijke vijand tegemoet gingen. Pas in de 17e eeuw, in de periode van de pelshandel met de Fransen en andere inheemse volken, begonnen uit praktische (politiek-economische) overwegingen diverse bands zich samen te voegen en omtstonden er grotere gemeenschappen en een zekere mate van centrale organisatie.

### Bands, clans endoodemag
In vroeger tijden bestonden de Ojibweg, die een samenleving kenden die patrilineair was, uit kleine nomadische bands, ieder met een zelgregulerende giigidowin (raad) geleid door een ogimaa of woordvoerder. De invloed van een ogimaa was gebaseerd op zowel clanverwantschap als natuurlijk gezag, en zijn hoofdtaak was de andere volwassen mannen te vertegenwoordigen. Een band was samengesteld uit een aantal families (clangroepen of phratries) die meestal uit meerdere, onderling verwante clans (gentes) bestonden.
Voordat de Europeanen hun leefgebied hadden bereikt waren religie en politieke organisatie van de Ojibweg een. Er was een direct verband tussen ‘religieus’ leiderschap en ‘politiek’ leiderschap. Lidmaatschap van de Midewiwin, het Grote Medicijnhuis, dat zowel voor mannen als vrouwen openstond, zorgde hiervoor. Lidmaatschap en familiebanden liepen door de verschillende gemeenschappen heen; dit zorgde voor een ijzersterk sociaal cement.
Zoals alle Algonkische volken kennen de Ojibwe Anishinaabeg van oudsher een zeer complex clan- of doodemverwantschapssysteem, dat als een regeringssysteem dient en tevens een zeer geraffineerde methode is om gemeenschapstaken te verdelen. Zowel de noordelijke als zuidelijke Ojibweg zijn sociaal onderverdeeld in vijf clangroepen met in totaal tussen de 23 en 30 clans; iedere clangroep (phratry) en iedere afzonderlijke clan (gens) zijn genoemd naar een totemistisch dier-, vogel- of vissoort - of een lichaamsdeel van het desbetreffende dier. Zo’n soort, dat soms beschouwd werd als een verre, mythologische voorouder, wordt een (o)doodem genoemd (meervoud: (o)doodemag; het woord totem is er van afgeleid!). De reden dat een geërfde doodemnaam altijd de naam van een dier (of vis of vogel) draagt, is dat volgens de Ojibweg awesiiyag (dieren) in harmonie leefden met de wetten van de natuur en zich aldus oudere, wijzere 'verwanten' toonden waar veel van geleerd kon worden.
De stam van het afhankelijk zelfstandig naamwoord odoodem, /-oode/, wordt in bijvoeglijke vorm gebruikt; het 'bezittende' achtervoegsel (buigingssuffix) van 'oode' is /-m/. Wanneer hij spreekt over zijn eigen doodem zegt een Ojibwe nin-d-oodem(-ag) (“mijn clan(s)”); nindoodem(-inaanig) betekent onze (maar niet jullie) clan(s), gidoodem(-inaanig) betekent onze (en jullie) clan(s), en o-d-oodem(-ag) (“zijn/haar clan(s)”) wordt gebruikt als het om andermans clan(s) gaat.
Volgens het patrilineaire principe erft iedere Ojibwe, mannelijk of vrouwelijk, in de regel de doodem van zijn of haar vader. De clangroep en de doodem waartoe men behoort, is, ook tegenwoordig nog, opvallend vaak bepalend voor bepaalde fysieke eigenschappen en/of karaktereigenschappen die (schijnbaar) karakteristiek zijn voor de desbetreffende groep.
Leden die tot dezelfde clan horen beschouwen elkaar als 'broer' en 'zus' en worden, ongeacht hoe ver ze van elkaar wonen, geacht elkaar gastvrijheid, voedsel en onderdak te bieden - wat dat betreft zijn er vergelijkingen te trekken met het pelaschap bij de Molukkers. Het totemclanstelsel brengt ook taboes met zich mee: zo is het, ook in de huidige tijd, strikt verboden binnen de eigen clan of doodem te trouwen.
In aanmerking genomen dat hun gemeenschappen niet alleen uit directe-, maar ook uit uitgebreide-familie(clan)verbanden bestaan, krijgt het cultureel antropologisch begrip kinship bij de Ojibwe Anishinaabeg een bijzonder complexe invulling. Een Ojibwe spreekt dan ook niet enkel in termen van nimishoomis (mijn grootvader of oudoom) en nookomis (mijn grootmoeder of oudtante), noos (mijn vader) en ningashi (mijn moeder), ningozis (mijn zoon) en nindaanis (mijn dochter), nisayenh (mijn oudere broer) en nishiimenh (mijn jongere broer of zus); in de uitgebreide familie is onder meer ook plaats voor de begrippen nizhishenh (kruislingse oom oftewel broer van de moeder), ninooshenh (zus van iemands moeder of parallelle tante — oftewel schoonzus van de vader — of een vrouwelijke kruislingse neef of nicht van de vader of moeder), niikaanis (broer van een mannelijke persoon of een parallelle neef), niidigikoonh (zus van een vrouwelijke persoon of zus van de man van een vrouwelijke persoon), nindawemaa (broer of zus van het andere geslacht of (parallelle) neef of nicht van het andere geslacht) en niinimoshenh (kruislingse neef of nicht van het andere geslacht). Onder aayaanikaaj mishoomisag en  aayaanikaaj ookomisag  worden respectievelijk de voorvaders en voormoeders verstaan. Aanikoobijigan ten slotte, dat zowel voorouder, overgrootouder als achterkleinkind betekent, kan als het centrale begrip van het Ojibwe- verwantschapssysteem worden beschouwd. In de meest ruime zin staat het begrip symbool voor de essentie van het Anishinaabe-wereldbeeld – namelijk de nadruk op de onderlinge verwantschap en balans tussen de indinawemaaganag: alle generaties (van mensen én alle andere levende wezens) van heden, verleden en de toekomst.
De reikwijdte van het Ojibwe-doodemsysteem beperkt zich overigens niet alleen tot het eigen volk; zo worden van oudsher de gelijknamige clans van andere indiaanse volken als verwante odoodeman beschouwd. Als gevolg hiervan zal, in de ogen van traditionalisten althans, een liefdesrelatie tussen een lid van de Anishinaabe-Beerdoodem  en een lid van de Ahniyvwiya- (Cherokee-) Beerclan illegaal – zelfs als ronduit incestueus – beschouwd worden.
Clan- of doodemsymbolen worden ook in de moderne tijd nog gebruikt. Wanneer een lid van een clan sterft is het de gewoonte dat zijn of haar odoodemimazininii (clansymbolen) op het graf wordt aangebracht. En nog altijd kan men doodemsymbolen aantreffen op oude berkenbasten rollen en verdragsdocumenten uit het verleden.
Het clanstelsel van de zuidelijke Ojibweg was aanzienlijk complexer dan dat van de meer nomadisch ingestelde verwanten uit het noorden, en de clans zelf waren sociaal en politiek duidelijk prominenter aanwezig. En hoewel vooral in het zuiden de politiek tussen de clans onderling nogal eens werd geassocieerd met clanmythologie, beperkte de functie van het clanstelsel bij de Ojibweg uit Canada zich slechts tot praktische zaken, zoals het regelen van huwelijken.
In het begin, bij aankomst in het Grote Merengebied (ten minste 500-1000 jaar geleden), waren er vijf tot zeven phratries of clangroepen, ieder onderverdeeld in een aantal odoodeman of totemclans; tegenwoordig zijn er tussen de 23 en 30 totemclans bekend. De voornaamste doodem van een bepaalde band of clangroep bepaalde vaak de identiteit en naam waaronder deze groep bekend kwam te staan.

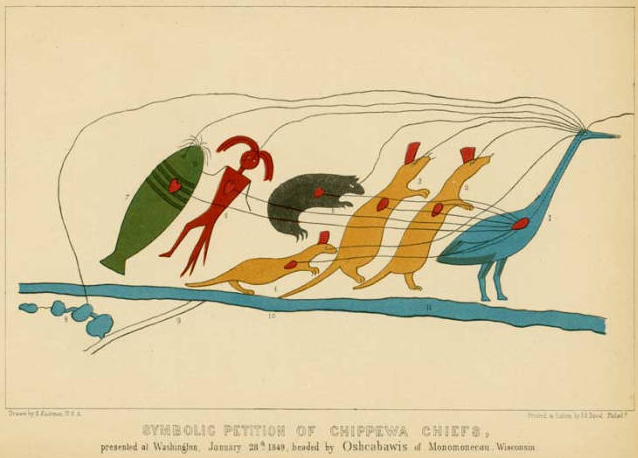
Symbolisch verzoekschrift van de Lake Superior-Ojibweg uit Wisconsin, 1849, aangeboden aan de Amerikaanse overheid in Washington. De tekening, die oorspronkelijk van een berkenbasten perkament afkomstig is, stelt onder andere de clantotems van de ondertekenaars voor: Meerval, Zeemeerman, Beer, (drie) Marter(s) en Kraanvogel. De lijnen die alle naar het hart en de ogen van de Kraanvogel leiden, laten zien dat de medeondertekenaars zich aansloten bij hoofdondertekenaar Gichi-weshkiinh oftewel Bizhiki (Chief Buffalo), die tot de Kraanvogelclan behoorde.

Ondanks dat de Ojibweg tientallen doodeman kennen, bestond iedere band afzonderlijk slechts uit een handjevol van deze diertotems. Bij de Baawitigowininiwag bijvoorbeeld, de voorouders van de huidige Sault Tribe of Chippewa Indians, werden de belangrijkste maatschappelijke functies vervuld door vijf totemclans: Kraanvogel (Voorzitterschap en Externe Communicatie), Beer (Defensie), Meerval ( Educatie), IJsduiker ('Sub'voorzitterschap en Interne Communicatie) en Marter (Voedsel en Krijgsstrategie). Dezelfde totemafstamming die een band of gemeenschap vroeger definieerde, is in sommige gevallen door de jaren heen bewaard gebleven tot in de huidige tijd, óók bij de nazaten van de desbetreffende groep; dit ondanks vele eeuwen sociale destructie van veel Ojibwe-gemeenschappen door de Europeanen en Amerikanen.
De oorspronkelijke odoodeman of diertotems stammen volgens de officiële, traditionalistische Ojibwe-geschiedschrijving uit Waabanaki (Land in het Oosten), het woongebied van de voorouders van de Ojibwe Anishinaabeg - waar zij toentertijd, tot zo'n 1300-2500 jaar geleden, nog deel uitmaakten van de (proto-) Algonkische natie. De clangroepen of phratries Baswenaazhi (Resonerende Stem; de kraanvogel), Nooke (Zachte Pels; de beer), Aan’aawenh (pijlstaarteend), Wawaazisii (bruine dwergmeerval), Moozwanowe (kleine elandstaart) en Binesi (dondervogel) presenteerden zich hier, aan de Noord-Atlantische kust, op aangeven van zeven 'grootvaders'. Deze grootvaders waren als mythische mide-miigisag (stralende kaurischelpen) uit de golven van de Atlantische oceaan tevoorschijn gekomen om de Algonkin te onderrichten in de spirituele en wetenschappelijke leerstellingen van de Midewiwin, inclusief een morele code van 'oprecht leven', en om de gemeenschappen sociale structuur te bieden.
Na hun mysterieuze verschijning installeerden de zeven mide-miigisag  spiritueel leiderschap en introduceerden ze tevens politiek leiderschap en een sociale ordening. Dondervogel, wiens gigantische kracht te groot bleek voor de Algonkin, keerde terug in de oceaan, en de vijf resterende clangroepen, waaruit tientallen clans/diertotems werden gedestilleerd, kregen ieder een belangrijke plaats en rol toebedeeld binnen de Algonkin-samenleving.
(Volgens een andere creationistische Ojibwe-traditie was het niet vanuit de Atlantische oceaan maar vanuit de golven van het Huronmeer dat de vijf oorspronkelijke doodeman verschenen. Deze historie verhaalt van zes mysterieuze wezens die aanspoelden op Mishimakinaakong, Plaats van de Grote Bijtschildpad (het huidige Mackinac-eiland), waar ze zich - nadat een van de zes was gestorven op het strand - in de gedaantes van Kraanvogel, Beer, Marter, Bruine Dwergmeerval en Modderschildpad openbaarden aan de Anishinaabeg om hen te onderrichten in de vijf basisfuncties van de samenleving.)
In Waabanaki ontstonden door toedoen van de lessen van de Zeven Grootvaders/Heilige Kaurischelpen een unieke regeringsvorm, een strikte methode van werkverdeling, en allerlei geraffineerde manieren om taken en verantwoordelijkheden te definiëren voor iedere afzonderlijk lid van de gemeenschap. Het achterliggende idee van het totemstelsel was, dat elk van de vijf clangroepen (inclusief tientallen odoodeman en subodoodeman) een specifieke behoefte van de gemeenschap (op psychologisch, intellectueel, spiritueel en praktisch vlak) als zijn verantwoordelijkheid zag. Baswenaazhi oftewel Resonerende Stem (met als voornaamste diertotem Ajijaak of Kraanvogel) zorgde voor Leiderschap en Externe Communicatie; Nooke oftewel Zachte Pels (met als voornaamste diertotem Makwa, de beer) zorgde voor Defensie; Aan’aawenh oftewel Pijlstaarteend (met Aan’aawenh oftewel Pijlstaarteend en Maang oftewel IJsduiker als voornaamste diertotems) zorgde voor Interne Communicatie en het verzorgen van de raadsvuren; Wawaazisii oftewel Dwergmeerval (waarvan de voornaamste diertotem dezelfde naam had) zorgde voor Educatie en Geneeskunde; Moozwanowe of Kleine Elandstaart ten slotte (waarvan de voornaamste doodem dezelfde naam had), zorgde voor jacht, scouting en voedselverzamelen.
Zodra de Ojibweg naar schatting zeshonderd jaar geleden in het Grote Merengebied waren gearriveerd, werden vijf doodem- of clangroepen (phratries) gedefinieerd - waarbij de keuze voor de totem-vertegenwoordigende diersoorten sterk varieerde naargelang de streek waarin men woonde of de gemeenschap waar men deel van uitmaakte. (Bij Ojibweg in Zuid-Ontario bijvoorbeeld, werden de belangrijkste taken vervuld door Kraanvogel (Leiderschap), Beer (Defensie), Marter (Voeding), Bruine Dwergmeerval (Educatie) en Modderschildpad (Geneeskunde)). Deze doodem- of clangroepen - die door de eeuwen heen zijn gesplitst in een stuk of 30 doodeman/diertotems - staan aan de basis van de sociale structuur en traditionele regeringssystemen zoals die tot op de dag van vandaag in Canada en de Verenigde Staten bestaan.
Dikwijls dankte een band zijn naam aan de odoodem die de voornaamste rol in de desbetreffende gemeenschap innam. Door de eeuwen heen adopteerden de Ojibweg veel groepen of leden die afkomstig waren van verwante (Algonkin-)volken, en met hen de clan- of totemnamen die deze nieuwkomers meebrachten. Soms sloot een groep zich vrijwillig aan omdat ze door uitroeiing werden bedreigd of bescherming zochten; in andere gevallen ging het om krijgsgevangenen. Deze aanwas zorgde voor een aanzienlijke uitbreiding van de oorspronkelijke Ojibwe-clangroepen en -diertotems. Bekende voorbeelden van aan de Ojibweg verwante (historische) nieuwkomers die identificeerbaar zijn aan de hand van hun doodem, zijn Noquet (Nookezid of de Beervoet-natie, die oorspronkelijk deel uitmaakte van de Mamaceqtaw), de Nigigoueg (Nigigwak of de Otter-natie), de Amikwa (Amikwak of de Bever-natie), de Marameg (Maanameg of Meerval-natie) en de Maanadwe (voorheen een onderdeel van de Meskwakihaki). De leden van de laatstgenoemde band werden geadopteerd in de Waabizheshi(Marter)-doodem. Ook vele Odaawaag werden in de loop van de tijd geadopteerd, en ook zij integreerden hun eigen odoodeman in het Ojibwe-clanstelsel.
Maar ook groeiden bestaande, aanvankelijk relatief kleine odoodeman aanzienlijk door contact met groepen die een vreemde cultuur en taal bezaten. Drie voorbeelden van dergelijke doodeman met een deels exotische achtergrond zijn de Ma'iingan-doodem (Wolfclan),  Awaazisii-doodem (Bruine- Dwergmeervalclan) en Migizi-doodem (Amerikaanse-Zeearendclan); de eerste twee worden gevormd door afstammelingen van geadopteerde Dakota en de derde bestaat uit nazaten van geadopteerde Euro-Amerikanen. In enkele gevallen bepaalde of men als persoon met gemengd bloed een Ojibwe-vader of -moeder had, in welke doodem iemand werd geadopteerd: iemand wiens of wier vader een niet-Anishinaabe was werd bijvoorbeeld bij de Zeearendclan ingedeeld, of bij de Waabizheshi-(Marter)doodem. Verder is bekend dat de Gichi-makwa  (Grizzlybeer)-doodem afstamt van Hohe Nakoda-geadopteerden en de Gekek-doodem (Havikclan) bestaat uit nazaten van het Numakiki-volk.
Volgens de Ojibwe-traditie krijgt ieder individu bij geboorte vier rechten: het recht op de eigen taal, het recht op een naam in de eigen taal ('spirit'-naam genoemd), het recht op het bezit van strikt persoonlijke (spirituele, religieuze) gezangen en het recht op de eigen doodem. De identiteit van een persoon wordt in de eerste plaats bepaald door zijn/haar doodem; vervolgens is men Anishinaabe (man of vrouw); en pas in de laatste plaats behoort men tot een bepaalde Ojibwe-band. De traditionele (formele) begroeting onder Ojibweg en tussen Ojibweg en verwante Anishinaabe-volken is dan ook al eeuwen als volgt: Aaniin odoodemaayaan (of kortweg: Aaniin?) "Wat (is je Totem)?" Op deze manier wordt vastgesteld of iemand familie, een vriend of een vijand is, en van welk geslacht iemand is. Een antwoord kan dan bijvoorbeeld als volgt luiden: Niizhigiizhigokwe nindanishinaabewinikaazowin. Makwa niin nindoodem. Niin indanishinaabekwe. Dit betekent: "Mijn naam is Twee-Luchten-Vrouw. Mijn totem is Beer. Ik ben een Anishinaabe-vrouw". Als laatste kan dan toegevoegd worden: "Ik behoor tot die-en-die 'band' of 'tribe'."
In het geval van de schrijver van dit artikel zal dit zijn: Zhaawano Giizhik nindanishinaabewinikaazowin. Waabizheshi niin indoodem. Niin indanishinaabe. Baawitigong indoonjibaa miinawaa o'ow Netherlands. Dit betekent: "Zuidelijke Ceder is mijn indiaanse naam. Mijn totem is Marter. Ik ben Anishinaabe. Ik kom van de Plaats van de Stroomversnellingen (Sault Ste. Marie) en tevens uit Nederland."
Tegenwoordig hebben de Ojibweg in de VS en Canada twee soorten bestuur: de traditionele (gebaseerd op de clans/totems) en de officiële, opgelegd door de federale en koloniale overheden. Het tribal government-systeem in de VS en het band government-systeem in Canada sluiten niet of nauwelijks aan bij de, van oudsher op het doodemverwantschapssysteem gebaseerde, traditionele besturen. Het feit dat het officiële bestuur is gebaseerd op het Europese systeem dat alleen tribal leaders en band leaders erkent die vaak niet de stem van hun eigen mensen vertolken, heeft het oorspronkelijke doodemverwantschapssysteem aanzienlijk aangetast en ondermijnt het gezag van de traditionele clanleiders, hetgeen sociale onrust in de gemeenschappen in de hand werkt.

### Zieners en helers

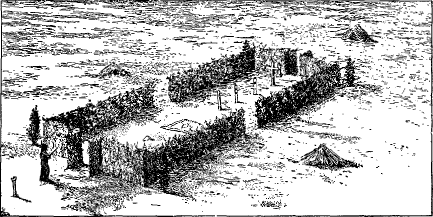
Tekening van een Midewigaan. Midewigaanan, die sinds mensenheugenis gebruikt worden om de geheime ceremoniën van de Midewiwin uit te voeren, hebben dezelfde vorm als het ceremoniële openluchthuis dat Wiinabozho, de legendarische weldoener en boodschapper van Gichi Manidoo (het Grote Mysterie), lang geleden neerzette in een afgelegen bergdal. Hij deed dit uit dankbaarheid voor een visioen dat hij had ontvangen, en voor het krachtige medicijn dat door het visioen geopenbaard was. Hierdoor was Wiinabozho in staat ziektes en kwalen waaronder de Ojibweg leden, te behandelen. Elk van de vier ordes van de Midewiwin kent zijn eigen type midewigaan. Een midewigaan heeft een langwerpige grondvorm met rechte hoeken, is gericht van oost naar west, heeft aan beide zijden een ingang en meestal bovenin een opening, zodat de geest van het universum vrij de ruimte binnen kan stromen. Binnenin zijn, afhankelijk van de orde waartoe de midewigaan behoort, een, twee, drie of vier palen van de cederconifeer opgericht, die de heilige levensboom (Midewatig) symboliseren. Een midewatig symboliseert het primaatschap van de planten: planten kunnen op zichzelf bestaan, maar mensen en dieren kunnen niet leven zonder planten.

Om te kunnen overleven in een wereld vol van onbekende en gevaarlijke ‘mysteries’, riepen de Ojibweg geregeld de hulp in van spirituele weldoeners. Deze weldoeners waren mensen (spirituele en medicinale specialisten, niet te verwarren met sjamanen), maar ook bovennatuurlijke ‘personen’. Het ging dan om de geesten van voorouders en om aadizookaanag, die in dromen en visioenen werden bezocht. Door middel van gebeden, offerandes en toverformules weerde men de manidoog (manitu's) af die ziekte, ongeluk of dood brachten. Een manidoo had doorgaans zijn woonplaats in of bij een markante plek in het landschap, zoals grote rotspartijen aan de randen van de Grote Meren, of in een afgelegen grot, of aan een open plek in een bosland, of bij een klein meer in het binnenland. Het was hier dat de Ojibweg hun offerandes achterlieten (een gewoonte die nog altijd bestaat). De Ojibweg onderscheidden een aantal ‘specialisten’ die hen konden helpen de geestenwereld binnen te treden voor hulp bij genezing, of die met kennis van zaken voor effectieve geneesmiddelen zorgden.
De midewewiwininiwag (mannelijke priesters) en midewekwewag (vrouwelijke priesters) van de MIDEWIWIN, het Grote Medicijngenootschap, waren (en zijn) gekozen leden, verantwoordelijk voor de geestelijke en lichamelijke gezondheid van de Anishinaabeg. De gave om te helen was hen volgens sommige overleveringen door de legendarische half mens/half geest Wiinabozho geschonken; het was dus niet iets dat ze was aangeleerd. (Volgens enkele mondelinge en picturale overleveringen was het niet Wiinabozho, maar Makwa de beer, die de voorouders van de Anishinaabe-Ojibweg toen ze nog in het Land van de Dageraad leefden, de geheimen en rituelen van de Midewiwin had geopenbaard. Dit zou inhouden dat de grondslagen van dit genootschap in ieder geval ouder zijn dan 1100 jaar.)
De Mide-priesters nodigen kandidaten uit die over helende gaven lijken te beschikken. Men kan vier stadia doorlopen binnen dit zeer gesloten genootschap voordat men volleerd priester of priesteres is. De Midewiwin, die (mogelijkerwijs al duizenden jaren) een centrale rol speelt in de samenlevingen van de Algonkin/Anishinaabeg, leert de mensen het belang van het leiden van mino-bimaadiziwin, een code van oprecht en evenwichtig leven met een hoge morele standaard; kennis van geneeskrachtige kruiden, de kracht van dromen en visioenen, de miigis (een heilige schelp) en de heilige leerstellingen en gezangen die zijn bewaard op de midewiigwaas (berkenbasten rollen), stonden en staan hierbij centraal. De helende krachten van planten worden door gebed en gezangen opgeroepen en gebruikt om zieke mensen beter te maken. Wiinabozho had volgens het traditionele geloof met zijn mide-nigig-wiyaan (een bundel van otterhuid) de mide-miigis (heilige kaurischelp) in het lichaam van een otter ‘geschoten’, die hierdoor onsterfelijkheid verwierf en zo in staat was de geheimen van de Midewiwin door te geven aan ontelbare generaties Anishinaabeg. En nog altijd spelen Nigig de otter, de nigig-wiyaan en de mide-miigis een centrale rol in de ceremoniën van de Midewiwin.

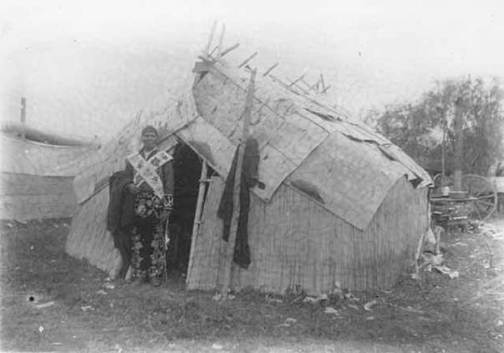
Mide-priester uit Minnesota voor een midewigaan bedekt met lisdodde en berkenbast. Bron: Minnesota Historical Society

Naast het georganiseerde priesterdom van de Midewiwin waren er ook de 'gewone' herbalisten: MASHKIKIWININIWAG en MASHKIKWEWAG, respectievelijk mannelijke en vrouwelijke kruidenspecialisten. Zij waren meestal vrouw en specialiseerden zich in de kennis van een enorme verscheidenheid aan planten, kruiden, wortels en bessen. Deze mensen stonden in het hele Grote Merengebied bekend als specialisten met een ongeëvenaarde farmaceutische kennis.
'Walking the bear path’ is een ritueel geladen begrip uit de magische wereld van de BEAR WALKER SOCIETY van de Midewiwin. Als speciaal gezant van Gichi-Manidoo (Het Grote Mysterie) voorzag Makwa, de beer, de Ojibwe-voorvaderen van goed medicijn en wees hen de weg in de wereld van de dromen en visioenen (zie ook: Ethiek en Wereldbeeld van de Ojibweg > De betekenis van dromen). De jaarlijkse winterslaap van de beer vertegenwoordigde de kringloop van isolatie, symbolische dood en hergeboorte; spirituele specialisten en volgers van initiatierituelen riepen door middel van diverse ceremoniën de vernieuwende krachten van de beer op en volgden zijn cyclische patroon.
Het ontstaan van de traditie van de jingle dress-dans wordt in de mondelinge overlevering vaak toegeschreven aan een terugkerende droom van een midewewiwininiwag. Deze man droomde van vier vrouwen in een jurk met metalen kegels (jingles). Het naspelen van de droom door vrouwen uit de gemeenschap zou volgens de overlevering geleid hebben tot de genezing van zijn zieke kleindochter.
De JIISAKIWININI (jiishakid) was een ziener die zijn kracht ontleende aan die van Animikii, de Donder(vogels). Deze specialist, die de eerste drie stadia van de Midewiwin had doorlopen, kwam misschien nog het dichtst in de buurt van het (on-indiaanse) begrip sjamaan. Zijn bekendste handelsmerk was de gave voorwerpen te kunnen laten zweven tijdens de ceremonie van de Schuddende Tent. Zittend in een hoge, smalle en aan de bovenkant geopende jiisakaanan (tovenaarstent) riepen de jiisakiwininiwag de manidoog en aadizookaanag aan die hun aanwezigheid demonstreerden door zeer woest aan de tentpalen te rukken. Deze 'geesten' dienden zich aan in de hoedanigheid van dieren (Makinaak de schildpad speelde hierbij een prominente rol) en beantwoordden in verschillende stemmen en talen vragen die door 'cliënten' die buiten de tent wachtten, werden gesteld. De jiisakiwininiwag waren vooral in de 19e eeuw zeer populair.
De waabanowininiwag ten slotte, maakten deel uit van de WAABANOWIN, het geheimzinnige genootschap van de dageraad (de tegenvoeter van de Midewiwin); zij waren gevreesde waarzeggers. Zij beoefenden hun, volgens velen zeer sinistere, rituelen vaak ‘s nachts en eindigden ze in het schemer van de vroege ochtend. Waar de Mide-priesters witte magie bedreven, wendden de waabanowininiwag zich soms tot duistere krachten. Nigik de otter was, net als bij de Midewiwin, hun voornaamste beschermheilige.

### Educatie

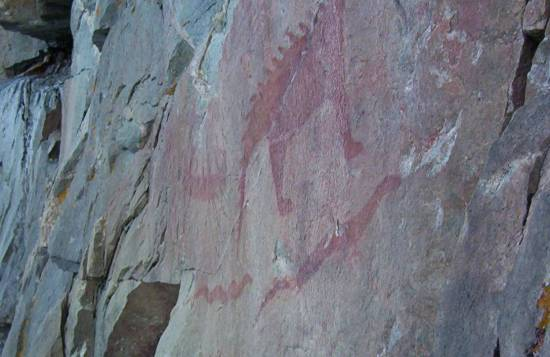
Rotstekening bij Mazinaabikiniganing (beschilderde rots) in Agawa Bay, Ontario, uit de 19e eeuw. Het wezen rechtsboven stelt mishibizhiw, de magische onderwaterpoema voor, die de immense kracht en gevaren van het Bovenmeer symboliseert. (De gehoornde poemakop van dit wezen mist op de foto.) Links van Mishibizhiw is een bemande kano afgebeeld, en aan de onderkant een aantal ginebigoog (slangen). Volgens eeuwenoud Ojibwe-geloof bevindt mishibizhiw zich onder de golven van de Grote Meren waar de Dondervogels jacht op hen maken. Mishibizhiwis zwemt in onstuimig water en biedt hen die een passend geschenk (offer) geven een veilige oversteek. Hij was een van de vele wezens die centraal stonden in de aadizookaanan die aan de jongeren werden doorgegeven. Relatief veel rotstekeningen van mensenfiguren en kano's die kunnen worden aangetroffen rondom de Grote Meren - sommige zijn minstens 1500 jaar oud - symboliseren mogelijkerwijs sterrenconstellaties.

Verhalen vertellen werd door de Ojibweg als een kunst beschouwd. Sterker, gikinawaabi, het doorgeven van verhalen en wijze lessen aan jongeren, diende sinds mensenheugenis om hen te onderrichten in de geschiedenis, cultuur, humor en alledaagse gemeenschapswaarden.
De formele educatie van de jongeren werd dan ook gevormd door de mondelinge overdracht van de dibaajimowinan oftewel op persoonlijke ervaringen gebaseerde kronieken, en van de aawechiganan (parabelen, vaak met een morele ondertoon) en aadizookaanan (heilige vertellingen), die zelfs nog uit het oude land van de Dageraad (de Noord-Atlantische kust) stamden. Deze formele educatie was in eerste instantie de taak van grootouders, in het bijzonder van de nookomisag (grootmoeders). Aadizookekwewag en aadizookewininiwag  heetten de, respectievelijk vrouwelijke en mannelijke, vertellers van deze heilige verhalen.
Deze enigszins geritualiseerde allegorieën of fabels waren strikt seizoensgebonden, en werden nooit op terloopse wijze verteld, en speciaal gereserveerd voor de lange wintermaanden, 's avonds na het avondmaal rond het kampvuur. Dit kwam doordat veel van dergelijke verhalen verwezen naar dieren, bomen en planten, en men bang was ze te beledigen zolang ze nog niet sliepen. Tevens werd verhalen vertellen beschouwd als een rituele aanroeping van de (goedaardige) wezens uit de wereld van het onstoffelijke; de manidoog (‘mysteries’, ‘geesten’) en aadizookaanag (‘grootvaders’, ‘geesthelpers’) waren er dol op en luisterden gretig met de kinderen mee.
Vooral de verhalen over de cultuurheld Wenabozho (of Wiisagejaak, zoals hij in het hoge noorden wordt genoemd), de Grote Haas (of Konijn), zoon van Wiininwaa, een sterfelijke vrouw, en de Westenwind en kleinzoon van Nookomis (de grootmoeder van alle Ojibweg), zaten vol met metaforen met een sterk educatieve waarde. De aanspreekvorm van Wenabozho is Wenabozh; Nookomis, zijn grootmoeder, sprak hem aan met Nanabozh.
Deze cultuurheld, die, afhankelijk van de context en het gesproken Ojibwe-dialect ook wel Wiinabozho en Manaboozhoo wordt genoemd (en wiens naam diverse schrijfwijzen kent zoals: Nanabozho, Wenabozho, Waynabozho, Winaboozhoo, Manabozho en Nanabojo), vermaakte de toehoorders met bovennatuurlijke heldendaden die hij verrichtte tegen de Geest van het Koude Noorden Gaa-biboonikaa, het vleesetende monster (en Geest van Gulzigheid en Onmatigheid) Wiindigo, het onder de golven van de Grote Meren levende monster Mishibizhiw en nog vele, vele andere machtige wezens; tegelijkertijd hield hij de toehoorders een spiegel voor met zijn ontelbare komische of dwaze strapatsen. En nog altijd, ook in de moderne tijd, wordt deze vorm van parallelle educatie door de aadizookekwewag en aadizookwewininiwag overgebracht aan de jeugd, rond de kampvuren en aan de keukentafels bij de Anishinaabeg thuis.

### De betekenis van de berk
Wiigwaasaatig, de papierberk, wordt van oudsher beschouwd als uiterst heilig; afgezien van giizhik (de witte levensboom, Thuja occidentalis) en aninaatig (de suikeresdoorn) beschouwen de Ojibweg deze als hun meest geliefde boom. Dit heeft twee redenen. De eerste is het nut van de berkenbast (wiigwaas) in het leven van alledag; hun wiigiwaaman of huizen, hun gebruiksvoorwerpen zoals makakoon of containers, hun jiimaanan of kano’s, hun odaabaa'iganag of sleden en hun aagimag of sneeuwschoenen maakten ze ermee, alsmede allerlei kunstvoorwerpen; in het religieuze leven diende de berkenbast onder andere als midewiigwaas, rollen van perkament die de heilige, mnemonische inscripties van de Midewiwin bevatten. De tweede reden is de verbondenheid van de berken met Wenabozho, die door de berken werd beschouwd als hun protegé. Maar beide redenen zijn eigenlijk niet los van elkaar te zien, want alles wat de Ojibweg tot nut en voorspoed strekte, werd en wordt in verband gebracht met aadizookaan (grootvader) Wenabozho, mythische metamorfosist, schalkse schelm, heroïsche figuur en bovennatuurlijke weldoener tegelijk, die de Ojibweg had geleerd hoe ze moesten overleven in de natuur en hen toch, door zijn dwaze acties, een eindeloze voorraad humor verschafte. Wenabozho, een naam die afstamt van een woord dat 'Trilstaart' (haas of konijn) betekent, wordt, afhankelijk van het dialect, orthografie en het gebruikte voorvoegsel, als onder andere Manabozho, Nanabush, Nanabozho, Winabozho, Winaboozhoo, Mishabooz of Wiisabooz geschreven. Hij staat bekend als Wiisagejaak bij de noordelijke Ojibweg (de Nakawēk oftewel Saulteaux) en hun verwante buren, de Anishininiwak (Oji-Cree), en bij de Cree.
De Ojibweg kennen zeven heilige rollen van berkenbast, met daarin opgeslagen de duizenden jaren oude geschiedenis en de profetieën van het volk. Deze worden bewaard in de Midewigaan; dit is een met berkenbasten platen bekleed Midewiwin-huis dat rechthoekig van vorm is, naar voorbeeld van de eerste midewigaan die Wiinabozho - zo wil het geloof - in het verre verleden in een afgelegen bergdal bouwde voor de Ojibweg. De inkepingen in de rollen verwijzen naar een uniek mnemonisch systeem dat duizenden jaren lang de originele leerstellingen, rituelen, ceremonieën en profetieën van het volk heeft bewaard; alles berustend bij de Midewiwin, het Grote Medicijnhuis.

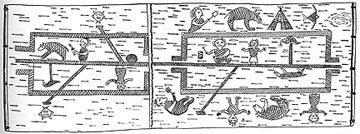
Voorbeeld van een oude picturale afbeelding op berkenbast. De precieze betekenis ervan is slechts bekend bij ingewijden in de Midewiwinleer. Bron: geocities.com/the wanderling/midewiwin.html

### Kunstuitingen
De taal van de Ojibweg heeft geen woord voor ‘kunst’. Wat de westerse mens kunst – of op zijn minst kunstnijverheid – zou noemen was bij de Anishinaabe-Ojibweg onlosmakelijk verweven met de dagelijkse en spirituele bezigheden, zoals de jacht, visvangst, voedsel verzamelen, huiden bewerken, oogsten, krijgszaken en het ondergaan van dromen en visioenen.
Desondanks vielen de Ojibweg - behalve om hun fenomenale kennis van de plantenwereld en een indrukwekkende reputatie als behendige jagers en handelaren en onverslaanbare krijgers - op door hun artistieke kwaliteiten. Deze vonden vooral hun weerslag in geraffineerd mandenvlechtwerk en in prachtig borduurwerk van stekelvarkenpennen en, in de 17e eeuw en 18e eeuw, toen de pelshandel met de Fransen opkwam, een geheel nieuwe versieringstechniek die bekend zou worden onder de naam Woodlands Floral Design. Het gaat hier om zeer geraffineerde naturalistische en asymmetrische bloemenmotieven, in de zwierige en realistische stijl van de Fransen geborduurd op fluwelen stoffen en hertenleren kleding en mocassins, alsmede ceremoniële pijp- en schoudertassen (bandoliertassen). Zo mogelijk nog unieker waren hun birch bark transparencies: door vrouwentanden bewerkt berkenbast (of boombladeren), een transparant soort tekeningen dat decoratieve, aan de natuur of dromen ontleende ontwerpen opleverde. Daarnaast waren de Ojibweg meesters in het vervaardigen en versieren van allerlei soorten berkenbasten manden, makakoon genaamd.

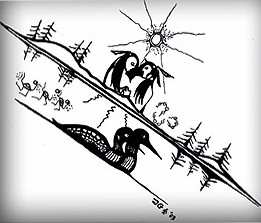
Pentekening door Zhaawano Giizhik (Jaawano Giijik) in de stijl van de Medicine Painters [http://zhaawanart.blogspot.com/2011/11/reflections-of-great-lakes-part-3.html Zhaawano's Artblog.

In de jaren 60 en 70 van de 20e eeuw ontstond, aan de oevers van het Canadese Nipigonmeer en – verder naar het zuiden – op het eiland Manitoulan in het Huronmeer, een zeer tot de verbeelding sprekende kunst: Medicine Painting (ook wel Legend Painting genoemd). Deze Ojibwe-kunstdiscipline zou wereldwijd bekendheid krijgen onder de naam Woodland School of Art (of kortweg Woodland Art School). Grondlegger is Ojibwe-visionair en kunstenaar Miskwaabik Animikii (Norval Morrisseau) uit Noordwest-Ontario. Het onorthodoxe en eigenzinnige werk van talrijke moderne kunstschilders en grafisch ontwerpers, soms ook afkomstig uit gemeenschappen van de Odaawaag, Cree, Anishininiwag (Oji-Cree, Woodlands Cree) en Mi'kmaq, heeft de laatste decennia in navolging van hun leermeester en inspirator de wereld versteld doen staan door een ongeëvenaarde - en voor veel mensen nogal extreem overkomende - magische visuele taal. Het magische universum met zijn eigentijdse symbolische beeldentaal dat Norval Morrisseau en zijn tijdgenoten, en vele generaties na hen, tot wasdom brachten, valt op door haar ogenschijnlijk primitieve vormen, het veelvuldig gebruik van primaire kleuren en de unieke technieken van outline drawing (contourlijntekenstijl; zie afbeelding) en röntgenstralendesign. Hoewel Medicine Painting hedendaagse kunst is, is ze zeer diep geworteld in de eeuwenoude traditionele mondelinge en picturale overleveringen/verhalen van de Ojibweg; met name in het hiërogliefenschrift dat hun Algonkische voorouders al duizenden jaren geleden aan de Noord-Atlantische kust ontwikkelden. Nog altijd vormen deze, her en der op rotswanden in het Canadese Schild en aan de oevers van de Grote Meren achtergelaten afbeeldingen van deze eeuwenoude mazinaajim, oftewel Anishinaabe-rotstekeningen, een inspiratiebron voor de Medicine Painters van de Woodland School of Art.

## Ethiek en wereldbeeld van de Ojibweg
De taal van de Anishinaabe-Ojibweg, Anishinaabemowin, had in de precolombiaanse (dus voorchristelijke) tijd nog geen woord voor ‘religie’. Anishinaabe ishinaamowin, het wereldbeeld van de Anishinaabeg, was zowel materialistisch als spiritueel van aard. Hun spirituele kijk op de wereld was, evenals de sociale structuur en de culturele tradities, sterk verweven met de dagelijkse bezigheden. Hun wereldbeeld was statisch van aard, maar binnen de grenzen ervan was volop dynamiek. Gichi Manidoo, het Grote Mysterie, was de veroorzaker van de zichtbare en onzichtbare natuur, een onzijdige ‘geest’ die zichzelf had onderverdeeld in ontelbare manidoog (manitu’s) en alles in de wereld bezielde met een bewustzijn dat in wezen het zijne was. De Ojibweg bezagen de wereld waarin zij leefden, hoe ontzaggelijk gedifferentieerd, gecompliceerd en gevaarlijk ze ook leek, in principe als een veilige omgeving die bijeengehouden werd door familiebanden, wederzijdse empathie, sociale wederkerigheid en individueel verantwoordelijkheidsgevoel. Dit alles kon teruggevoerd worden tot één begrip, een centrale ethische waarde: bimaadiziwin.

### Ethische traditie
Het leven in de ruimste zin van het woord (bimaadiziwin) is voor de Anishinaabe-Ojibweg van oudsher een traditie die uiterst serieus wordt genomen. Anishinaabe Bimaadiziwin was een doel op zich, dat niet bereikt kon worden zonder zichzelf hiervoor structureel in te spannen, en (incidenteel) specialisten (medicijnpersonen) te raadplegen. Hierbij was de hulp van - en samenwerking met - niet-menselijke 'personen' onontbeerlijk. Deze wezens, die aadizookaanag werden genoemd, oftewel 'grootvaders' of 'geesthelpers', bewoonden alle lagen van Aki, het universum.
Deze zienswijze impliceerde dat wederzijdse sociale verantwoordelijkheden en verplichtingen vanzelfsprekend waren, niet alleen tussen mensen onderling, maar tussen alle levensvormen en wezens die Aki bevolkten. Het hebben van inaabandamowinan (dromen) of het zoeken van waaseyaabindamiwin (een visioen) waren hiertoe de geëigende middelen. Aldus werd het in stand houden van een hoge morele standaard binnen de eigen samenleving, het volgen van de principes van gemeenschappelijkheid en wederkerigheid en het 'ontvangen' van 'kracht' van zowel de ‘grootvaders’ als de bawaaganag (voorouders of beschermgeesten die in dromen verschijnen), essentiële voorwaarden om de ideale staat te bereiken van mino-bimaadiziwin: het leiden van een goed en oprecht leven.

##### Zeven Wijze Lessen
Aan de basis van Anishinaabe Bimaadiziwin staan Zeven Wijze, of Heilige Lessen (niizhwaaswi gagiikwewinan) oftewel Zeven Grootvaders (niizhwaaswi mishoomisag). Deze staan algemeen bekend als:
- Nibwaakaawin: Wijsheid
- Zaagi’idiwin: Liefde
- Minaadendamowin: Respect (Sommige gemeenschappen spreken van Ozhibwaadenindiwin of Manazoonidiwin)
- Zoongide’ewin: Moed
- Gwayako-bimaadiziwin: Oprechtheid
- Dabaadendizin: Bescheidenheid (Sommige gemeenschappen spreken van Bekaadiziwin: geduld, beleefdheid)
- Debwewin: Waarheid

Waarschijnlijk stammen deze lessen, die ethische kernwaarden of deugden vertegenwoordigen die eerder richtlijnen zijn dan absolute geboden, al uit de tijd vóórdat de Anishinaabeg – die toen nog deel uitmaakten van de grote Algonkin-natie – een vijf eeuwen durende migratie begonnen vanuit de Atlantische kustgebieden van Canada, die hen uiteindelijk zou voeren naar hun huidige leefgebied. (Zie: Geschiedenis.)

##### Ecologie en ethiek
Ojibweg hebben een fundamenteel andere houding ten opzichte van de natuur dan de westers denkende mens. Zijn traditionele opvattingen op het gebied van ecologie en natuurbehoud zijn niet te duiden in traditioneel-westerse, romantisch-conservatieve zin, noch in modern-wetenschappelijke zin. De gayaazhi-akiiwi-gikendamowin, de ecologische kennis die de Ojibwe nastreeft, is eerder te verklaren uit morele, of ethische, overwegingen dan dat er sprake is van een romantische, dan wel rationele, ideaalharmonie. De Ojibwe beschouwt planten, mineralen en dieren als personen, als gelijkgerechtigde leden van aan natuurlijke, sociale orde met reciproque verantwoordelijkheden, die als zodanig met respect dienen te worden behandeld. Zijn overtuiging dat de aarde een vitaal wezen is, voorzien van een spirituele dimensie, heeft geleid tot een holistische land-ethiek die weliswaar raakvlakken heeft met de moderne ecologische beweging maar toch vanuit een wezenlijk ander soort van bewustzijn voortkomt.

### De kosmos
De inheemse mensen van Noord-Amerika noemen het Noord-Amerikaanse continent van oudsher "Schildpadeiland"; inderdaad kan men in Baja Californië en Florida de achterpoten van een schildpad zien, en Mexico als de staart. In het traditionele Ojibwe-verhaal van de Grote Vloed bood na een zondvloed Mikinaak, de Grote Bijtschildpad, zijn rugschild aan aan Giizhigoo-kwe, een vrouwelijke luchtgeest, om er een nieuw eiland op te creëren; het huidige Noord-Amerika. Het eiland werd gevormd uit een handjevol grond dat door de behendige duiker wazhashk (muskusrat) van de zeebodem naar het wateroppervlak was gebracht. Het was ma’iiŋgan (wolf), de broer van Wiinabozho of Anishinaabe Inini (Oorspronkelijke Man), die vervolgens de aarde in vier dagen tijd over de schildpadrug verspreidde. Daarna werd de flora nieuw leven ingeblazen en bracht Luchtvrouw de verdronken landdieren tot leven. Tot slot creëerde Luchtvrouw een tweeling (de voorouders van de huidige Anishinaabe-Ojibweg) en, toen haar taak op het nieuwe eiland er eenmaal op zat, steeg ze weer op naar de luchtregionen. Hier wordt Giizhigoo-kwe nog altijd geëerd in de hoedanigheid van de nachtzon (de maan) en respectvol aangesproken als Nookomis, 'grootmoeder'.
Aangezien volgens de Ojibwe-traditie de wereld en alles wat ermee te maken heeft waren geschapen vóórdat de eerste twee Anishinaabeg op aarde werden geplaatst, werd de term Mishoomis (Grootvader), of Gimishoomisinaan (Onze Grootvader) vaak gebruikt als beschrijving, respectievelijk aanspreekvorm van concrete objecten en wezens uit de natuur; Aadizookaan, wat ook grootvader (of: een verhaal over grootvaders) betekent maar dan in overdrachtelijke zin, werd gebruikt om over onstoffelijke wezens, of geesthelpers van de niet-menselijke categorie te spreken. Naast de grootvaders nam ook Ikwe, de vrouw, op verschillende niveaus een centrale plaats in binnen het leven van de Ojibweg.
De aarde, afwisselend (afhankelijk van de context en het gesproken Ojibwe-dialect) Aki, Gidakiiminaan, Ogashnaan, Omizakamigokwe, Gookomisinaan, Ashkaakamigokwe, Omaamama-aki of Nimaamaa-aki genoemd, werd dan ook beschouwd als een vrouwelijk karakter, een moeder die aan het hoofd stond van een uitgebreide organische familie van aadizookaanag. Giizis, de zon, was mishoomis (grootvader); Diibik-Giizis, de nachtzon (maan) was nookomis (grootmoeder); Giizhik, de Lucht, was noosa (vader); en Jiibaamaamaa (of Gichi-Manidoo) was omaamaa, de bron van alle leven. Ook wendaanimag noodinoon, de vier windrichtingen – Giiwedin het noorden, Waaban het oosten, Zhaawan het zuiden en Ebangishimog het westen – waren belangrijke entiteiten in de Ojibwe-metafysica. Ook Ningaabii-anang en Waabananang (respectievelijk de Avond- en Morgenster), die de dualistische aspecten (het onstoffelijke versus het stoffelijke, wijsheid versus kennis) van het leven weerspiegelden, werden als aadizokaanag beschouwd.
Samen met vele, vele andere geesten en antipoden waaronder Biboon de Winter, Ziigwan de Lente en Niibin de Zomer, vormden al deze en meer entiteiten één grote familie van niet-menselijke grootvaders en grootmoeders die doorlopend controle uitoefenden op de cyclus van de seizoenen en de jaarlijkse afloop en (her-)geboorte van leven - en die bovendien, vaak in gepersonaliseerde vorm, een dankbaar onderwerp waren voor de geritualiseerde, allegorische verhalen die aan de jongeren werden verteld.

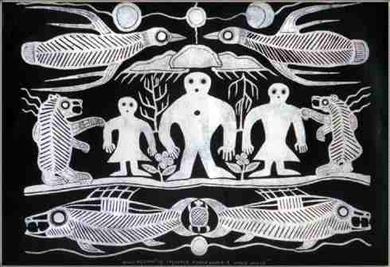
De gelaagde kosmos zoals de Ojibweg die zagen, met een luchtwereld, middelwereld en onderwereld. De laatste is hier vertegenwoordigd door de schildpad en de zwarte baars, die de mensen medicijnen en liederen hebben geschonken. De vogels in de luchtwereld zijn dondervogels, die de Donder vertegenwoordigen, de grootvader van alle mensen.

Zeer vooraanstaande aadizookaanag in de Ojibwe-kosmologie waren tevens de Animikiig, of Donder-grootvaders. Oorspronkelijk was Animikii naar de aarde afgedaald om over de kwaliteit van het menselijke leven te heersen, en over die van de dieren en planten; iets waar de Anishinaabeg zelf geen controle over hadden. De Donder werd daarom geassocieerd met vruchtbaarheid en met de schepping van aanakwadoon en gimiiwan: wolken en regen. Op gezette tijden, met name in de lente, transformeerden deze grootvaders zich in havikachtige vogels en daalden ze af naar de lagere luchtregionen, waar ze als grote en kleine Animikii-Binesiwag (Dondervogels) met hun bliksem jacht maakten op monsterlijke reptielen uit de onderwereld, en regen brachten voor een vruchtbare aarde. Een andere illustere aadizokaan, Wiinabozho, leerde de Anishinaabeg hoe ze asemaa (tabak) moesten offeren aan de Donder-grootvaders. Een handeling die aldus een gebruikelijk ritueel werd, en tot de dag van vandaag wordt beoefend. Ook het plukken van medicinale planten gebeurde en gebeurt nooit zonder een offerande van deze heilige plant, aangezien anders de helende werking ervan haar doel zou missen.
Het begrip Aki, aardmoeder, had ook een diepere, meer abstracte betekenis. De kosmos, zoals de Ojibweg deze in vroeger tijden zagen, en die volgens de traditie was geschapen op de rug van een gigantische zeeschildpad, werd gezien als een organisch universum, geanimeerd en suggestief, hyperdynamisch en verstild tegelijkertijd; opgebouwd uit meerdere horizontale lagen en (volgens sommige verhalen) onderling verbonden door een verticale axus mundi in de vorm van een witte cederconifeer. Men onderscheidde een onderwereld, een bovenwereld en verschillende luchtlagen die alle bewoond werden door een adembenemende verscheidenheid aan mensen, dieren, bomen, planten en aadizookaanag, die doorlopend van gedaante (en soms geslacht) wisselden en allemaal in(di)nawemaaganag waren, oftewel onderling met elkaar verwant.
Hoe gevaarlijk voor de mensen ook sommige van deze  indinawemaaganag  konden zijn, en hoe monsterlijk ze hen soms ook leken, toch werden ze niet noodzakelijkerwijs als exponenten van het kwaad beschouwd. In het ontologisch wereldbeeld van de Anishinaabeg bestond oorspronkelijk geen vastomlijnd concept van goed of kwaad; er was slechts een natuurlijk evenwicht van handelingen. De natuur in al haar verschijningsvormen, hoe gevaarlijk ze ook kon zijn voor mensen en hoezeer ze ook werd geritualiseerd en van symbolen voorzien in de traditionele verhalen, bestond gewoon. (Dat dit idee over de 'neutrale' natuur der dingen onder invloed van de Euro-Amerikaanse religie langzamerhand is verschoven naar de tweedeling goed/kwaad, is niet verwonderlijk.)
Aki betekende dus niet alleen "aarde" of "land" maar ook kosmos: een telkens wisselende en complexe sociale cirkel van ontzagwekkende en tijdloze afmetingen, waar leegte en (lineaire) tijd volkomen onbekende begrippen waren. Een cirkel bovendien die doordrongen was met en verenigd was door typische Ojibwe-principes als verwantschap, gemeenschapszin en wederkerigheid; waarden die waren samengevat in het centrale begrip mino-bimaadiziwin (een ‘oprecht leven’), en door de eeuwen heen werden gepropageerd door het wijsgerige/medicinale genootschap van de Midewiwin.
De aardmoeder zelf, een ster, een rivier, een dauwdruppel, onweer, een zomerbriesje, een mens, een schaduw, een vis, een steen enzovoort, enzovoort - al deze ontelbare ‘verwanten’ waardoor het heilige web van het leven was samengesteld, maakten deel uit van een anima mundi of 'wereldziel'; in dit verband sprak men over Gichi Manidoo, letterlijk: Groot Mysterie. Deze 'optelsom van mysterie' werd in de Ojibwe-belevingswereld teruggebracht tot één kosmische bron: Jiibaamaamaa, oftewel Bron van alle Krachten.

### De fysieke natuur

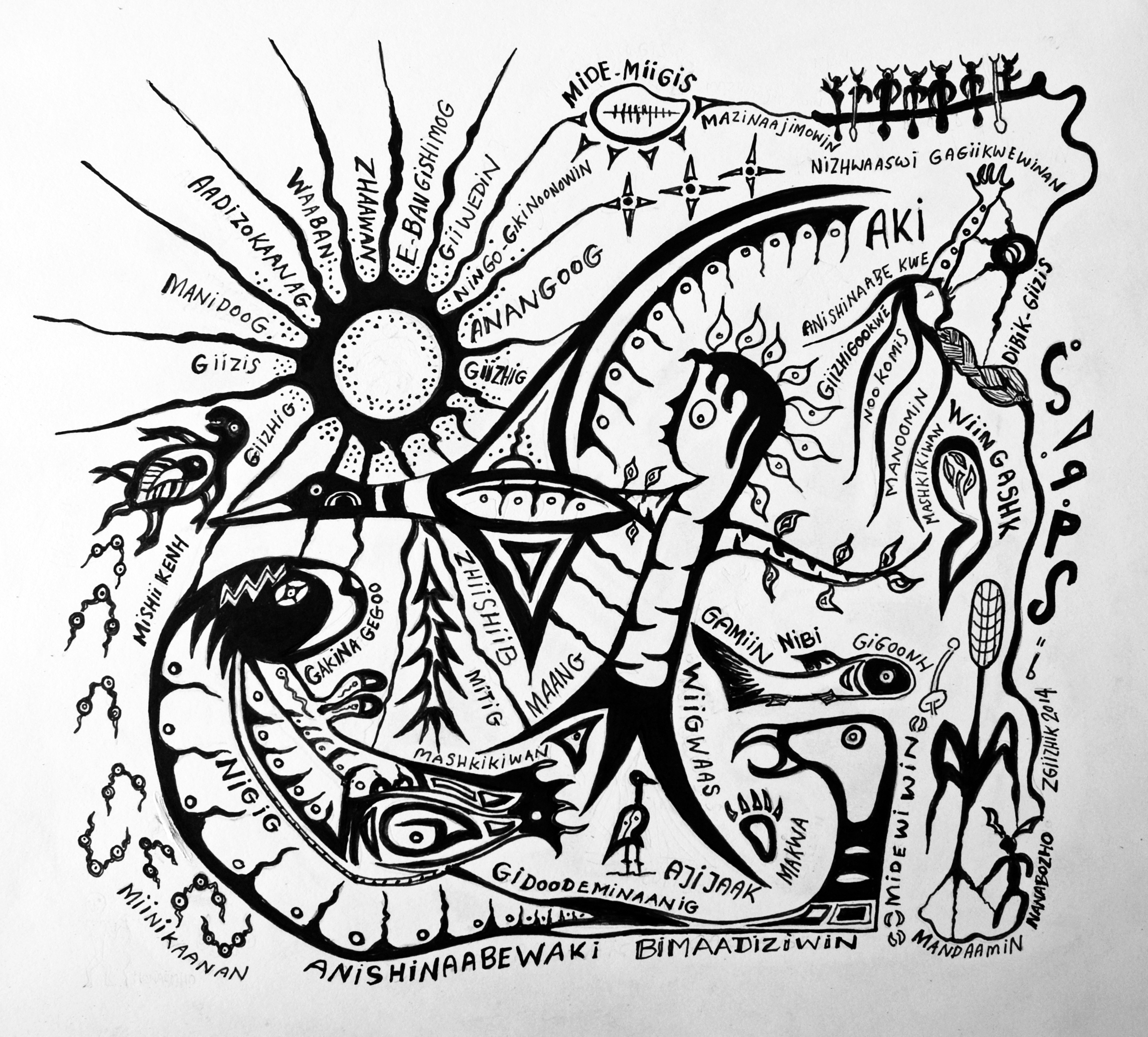
De natuur zoals de Ojibweg haar zagen, bewoond door talloze 'personen' die een rijke bron vormden voor de aawechiganag en aadizookaanag (educatieve heilige vertellingen) die grootouders tijdens lange winteravonden aan hun kleinkinderen vertelden. Deze in de stijl van de Medicine Painters gemaakte tekening toont onder andere Nigig de otter; Miinikaanan oftewel zaden; Wiigwaasaatig, de witte berk; Migizi de adelaar; Mishiikenh de bijtschildpad; Giigoo de vis; Mide-Miigis de heilige Kaurischelp; Zhiishiib de eend; Giizhik de Witte Ceder; Giizis de Zon; Giizhigoo-kwe, de Luchtvrouw; Mandaamin de mais; Wiingashk oftewel veenreukgras; Manoomin de wilde rijst; Dibiki-Giizis de Nachtzon. Auteur: Zhaawano Giizhik (Jaawano Giijik).

Giizhigoo-kwe, de Luchtvrouw, had na een grote zondvloed een nieuwe aarde geschapen op het rugschild van een zeeschildpad. Aki was niet rond maar plat, en werd bewoond door allerlei natuurlijke wezens zoals planten, dieren, mensen en fysieke kenmerken van het land, die op hun beurt werden omringd - en soms bezield - door verschillende categorieën aadizookaanag. Gichi-Manidoo had de schepping onderverdeeld in vier ordes die onderling van elkaar afhankelijk waren – landschap, plantenwereld, dierenwereld en mensenwereld – en vier elementen – wind, water, vuur en rots; tevens had hij vier aadizookaanag naar de aarde gestuurd om de Anishinaabeg wijsheid en kennis bij te brengen: de broers Maajiikiwis (Brenger van de wampum en hoofd van de Grizzlyberen-natie), Papiigawiz (patroon van de wind en dans), Jiibayaabooz  ('Geestkonijn': patroon van de muziek): en Wiinabozho (ook wel, afhankelijk van de verhalende context, Wiinabozho of Manaboozhoo genoemd: legendarische metamorfosist en geliefd weldoener van de Ojibweg).
Als een logisch gevolg hiervan ontwikkelden de Ojibweg de gewoonte om in alles in de natuur een vier-eenheid te zien. Zo onderscheidden zij vier tijdeenheden: giizhig (dag), dibik (nacht), (dibik-)giizis (maan(d)) en gikinoonowin (jaar); vier windrichtingen: waaban (het oosten), bangishimog (het westen), giiwedin (het noorden) en zhaawan (het zuiden); vier soorten planten: waabigoniin (bloemen), mashkosiwan (grassen), mitigoog (bomen) en gitigaanensan (groenten); vier uitzonderlijk heilige plantsoorten: asemaa (tabak), giizhik (levensboom), mashkodewashk (salie) en wiinashk (veenreukgras). Verder onderscheidde men vier delen in alles wat uit de aarde groeit: wortels, stengel, bladeren en fruit; vier diersoorten: zij die vliegen, zij die zwemmen, zij die kruipen en zij die lopen; en ten slotte vier heuvels die de stadia in een mensenleven markeren: zuigelingschap, kinderjaren, volwassenheid en ouderdom.
Daarnaast onderscheidden de Anishinaabeg in elke levensvorm ten minste vier componenten of substanties, die onderling en op verschillende niveaus in- en uitwisselbaar waren. Deze substanties werden als volgt benoemd: wiiyaw, oftewel de uiterlijke manifestatie van de 'zelf' (namelijk het lichaam, dat na de dood overgaat in een jiibay, geest of ziel van de overledene); ojichaagoma, de levenskracht (geest en ziel, de kern van een persoon); jiiban ('schaduw', een meestal onzichtbare substantie die in de hersens zetelt en waarneming en intuïtie genereert); en jiibaaman oftewel aura, een entiteit die voortkomt uit de geest/ziel/schaduw.
Zo bezat een zoetwatermeer, of een rots, of een boom, of een grasspriet of wat voor natuurlijk fenomeen dan ook (op zijn minst een deel van) deze substanties, en verschilde deze in dit opzicht dus niet van een mens of een vis of een aadizookaan of een piepklein insect. Iedere ‘persoon’ (een mens, een beer, de oostenwind, de regenboog, een forel, een kiezelsteen) was in beginsel in het bezit van een lichaam, geest, geest/ziel, schaduw en aura; substanties die elk moment en zonder waarschuwing in een andere 'persoon' konden opduiken. Dit, en de wetenschap dat de ojichaagoma van de ene levensvorm zomaar kon verschijnen in de wiiyaw van een andere levensvorm, maakte dat de natuur behalve als nuttige voedselbron werd beleefd als een suggestieve droomwereld die vol was van mysterie en metamorfose - en daarmee een avontuurlijke en zelfs soms angstaanjagende plek om te zijn. Niet alles was wat het leek, en dingen leken vaak niet op wat ze waren.

### De betekenis van dromen
Bawaajiganan of inaabandamowinan (dromen) of het zoeken van waaseyaabindamiwin (een visioen) staat traditioneel aan de basis van een optimaal functioneren in de Ojibwe-samenleving. Het contact met, en het verwerven van spirituele kracht van, zowel de aadizookaanag (bovennatuurlijke 'personen') als de bawaaganag (beschermgeesten) die in dromen en visioenen verschijnen, zijn hierbij essentiële voorwaarden om de ideale staat te bereiken van mino-bimaadiziwin: het leiden van een goed en oprecht leven. Een bawaagan bezoekt een dromer (of zoeker van een visioen) in de hoedanigheid van zijn/haar persoonlijke beschermgeest (soms een voorouder, andere keren een geest die zich in dierlijke vorm manifesteert) en voorziet hem (of haar) in het ideale geval van speciale en soms uitzonderlijke krachten, of specifieke kennis. Deze 'zegeningen' kunnen de dromer in staat stellen op een of meer maatschappelijke ervaringsgebieden controle uit te oefenen. Voorbeelden van door middel van dromen verkregen vaardigheden zijn het helen van ziektes en kwalen, of het voorspellen van de toekomst, of de jeugd aansporen iets van zichzelf en het leven te maken, of het uitoefenen van goed leiderschap, of het zijn van een goede moeder, of je familie of gemeenschap voorzien van voldoende materialen en gezond voedsel, of het scheppen van kunst - of ongeacht welke sociale vaardigheid die het individu kan helpen het raamwerk en het welzijn van de samenleving in stand te houden.
Het hebben van betekenisvolle dromen, dat van oudsher een deugd is waartoe jongeren al vanaf de vroege jeugd worden gestimuleerd, is een vaardigheid die de Ojibweg volgens de traditionele overlevering van Makwa, de beer hebben geleerd. Makwa wordt dan ook gezien als een leraar die, via dromen en visioenen, zijn medicinale kennis aan de specialisten van het Midewiwin-genootschap overbrengt. Dromen brengen de Ojibwe op plaatsen waar hij in het normale, dagelijkse leven niet kan komen; zijn jichaagoma (ziel) verlaat tijdelijk het lichaam en is in staat rond te reizen en andere ojichaagomaag te ontmoeten. Droomspecialisten hebben de kunst van het dromen zodanig geperfectioneerd dat ze in staat zijn hun bewustzijnstoestand in dromen te vangen, te controleren en te sturen. Andere specialisten, zoals de 'Bear Walkers' en de 'Schuddende-Tentzieners' (zie: Zieners en Helers) gaan nog een stap verder en gebruiken een rituele trancestaat om een ander, hoger bewustzijnsniveau te bereiken. Deze 'geestesvlucht' stelt ze in staat een bovennatuurlijke wereld in te gaan en van daaruit bepaalde 'niet-menselijke personen' te beïnvloeden en de toekomst te voorspellen. De krachten van deze aadizookaanag die zich elders in het Universum ophouden, maar ook de geneeskrachtige werking van bijvoorbeeld planten die op aarde groeien, kunnen zodanig worden beïnvloed dat ze kunnen worden aangewend om zieke patiënten te genezen. Dromen en visioenen worden dan ook geacht een hogere graad van 'waarheid' te bezitten dan gewone ervaringen – immers, in een droomstaat communiceert de dromer met de ojichaagoma (zielskern) van zichzelf en van degenen die hij ontmoet. Hier, in die andere wereld waar geen tijd en dimensie bestaat, leert de ziener de vreemde taal van de aadizookaanag te spreken en komt hij dichter bij de kern van zichzelf en de essentie der dingen.

### Zeven wijzen van bestaan, kennen, handelen
In samenhang met de hierboven beschreven animistische kijk op de wereld – alle levensvormen bezitten een ‘ziel’ (levenskracht), een ‘schaduw’ (intelligentie) en een ‘aura’ (energieveld) die echter niet per se persoonsgebonden zijn maar in principe op ieder moment onderling uitwisselbaar –, kan het traditionele wereldbeeld (en in het bijzonder de taal) geplaatst worden binnen een allesomvattend educatief raamwerk. Dit raamwerk is gebouwd op drie pijlers, drie onderling verbonden levensbegrippen met een cyclisch karakter: zeven wijzen van Bestaan (niizhwaasoog); zeven wijzen van kennen (gikendaasowin); en zeven wijzen van (ethisch) handelen (niizhwaaswi gagiikwewinan oftewel zeven wijze lessen, zie Ethische traditie). Deze drie levensbegrippen zijn overigens niet slechts abstract van aard, want onlosmakelijk verbonden met Anishinaabe Bimaadiziwin: het stelsel van ethische waarden en de pedagogische praktijk die in de Ojibwe-samenleving bestaan. De complexiteit (grammaticale structuur) en de rijkdom aan nuances die de Ojibwetaal kenmerken, is dan ook een rechtstreekse afspiegeling van dit rijkgeschakeerde wereldbeeld; anishinaabemowin (de taal) weerspiegelt diverse manieren van menselijke waarneming ten opzichte van de buitenwereld – zowel in de directe omgeving als op een allesomvattende, kosmische schaal.
1. Niizhwaasoog (zeven wijzen van Zijn, of Bestaan).
De mens is verwant met iedereen en alles, maar er zijn ook verschillen in de relatie tussen de levensvormen; deze verschillen worden inhoudelijk en grammaticaal uitgedrukt in anishinaabemowin, de Ojibwetaal. Wie de Ojibwe wil begrijpen dient zich dus in de eerste plaats te beseffen dat door de eeuwen heen de - bijzonder ingewikkelde - grammatica van anishinaabemowin met zorg gestructureerd is rondom zijn wereldbeeld, die animistisch van aard is. Sommige woorden en begrippen uit de Ojibwetaal zijn bimaadis en andere woorden en begrippen bimaadan. Bimaadis bestaat uit zeven wijzen van bestaan in de wereld (ik, jij, hij/zij, wij uitgezonderd jou of jullie, wij inclusief jou of jullie, zij en jij in meervoudsvorm). Bimaadan bestaat uit twee vormen: het en ze (meervoud). Zie verder: de bimaadis /bimaadan-cyclus.
De zeven wijzen van bestaan zijn verwant aan en verbonden met:
2. Niizhwaaso ishikendaasowinan miziwe (zeven wijzen van kennen).
Mino-bimaadiziwin is van oudsher georiënteerd op cognitieve kennisoverdracht van de ‘Elders’ aan jongeren:
- Bizindamowin – Leren door te luisteren.

Actieve mondelinge/auditieve kennisoverdracht door middel van vertellingen, lessen en heilige verhalen; het wortelen van verhalen en lessen in zelfreflectieve contexten.
- Ganawaaminjigewin (gikinawaabi) – Leren door observatie.

Experimentele, inter-relationele oefeningen met een sterke-contextoriëntatie; slechts een klein gedeelte van de boodschap hoeft expliciet te worden gemaakt aangezien de context al als bekend wordt verondersteld.
- Manidoo-waabiwin – Zien op een spirituele wijze - Ceremoniële praktijken, dromen, visioenen.

Het overbrengen van inter-relationele/voorouderlijke verantwoordelijkheden;
- Ashkaakamigokwe-Gikendaasowin (Gayaazhi-akiiwi-gikendamowin, Kiiwi-gikendamowin) – Kennis van moeder aarde/het land/ecologische kennis.

Kennis van cyclische, reciproque afhankelijkheid. Begrip van waar je bent in een tijdruimte-kader: weten waar je bent en waar je vandaan komt;
- Gichi-manidoo gikinoo’amaadiwinan – Oorspronkelijke instructies van Gichi-manidoo.

Het vervullen van je taken en verantwoordelijkheden tegenover je doodem (clan), je gemeenschap en je voorouders;
- Manidoo-minjimendamowin – Spirituele herinnering.

Het herinneren van voorouderlijke kennis;
- Anishinaabe-Gikendaasowin – Traditionele kennis.

Kennis van culturele gewoontes en protocollen.
Deze zeven wijzen van kennen zijn verwant aan en verbonden met:
3. Niizhwaaswi gagiikwewinan (zeven wijzen van handelen).
De zeven wijzen van handelen vormen het ethische raamwerk waarbinnen alle relaties die de Ojibweg met elkaar en de buitenwereld hebben, bestaan. Deze zijn achtereenvolgens: Nibwaakaawin (Wijsheid), Zaagi’idiwin (Liefde), Minaadendamowin (Respect), Zoongide’ewin (Moed), Gwayako-bimaadiziwin (Oprechtheid), Dabaadendizin (Bescheidenheid) en Debwewin (Waarheid). Zie ook #Ethische traditie.

### De bimaadizi/bimaadad-kringloop
De Zeven Wijzen van Bestaan, de Zeven Wijzen van Kennen en de Zeven Wijzen van Handelen zijn onderling verbonden door twee vloeiende en nauw aan elkaar verwante zijnsbegrippen: bimaadizi (letterlijk: hij/zij leeft) en bimaadad (letterlijk: het leeft).> Beide begrippen (respectievelijk pimaadis/pimaatis en bimaadan/pimaatan in de taal van de noordwestelijke Ojibweg uit de huidige provincies (noordwestelijk) Ontario, Manitoba, Saskatchewan en Alberta) zijn afgeleid van het begrip bimaadiziwin, wat (manier van) leven betekent. Bimaadizi en bimaadad, begrippen die grammaticaal tot uitdrukking komen in zelfstandige naamwoorden, aanwijzende voornaamwoorden en werkwoorden, en zodoende de subtiele nuances die in de Ojibwetaal bestaan verklaren, weerspiegelen het besef dat, ofschoon alles in de natuur – inclusief alle door de mens gemaakte voorwerpen die uit natuurlijke materialen bestaan - bezield is en onderling verbonden en verwant, er vooral sprake is van subtiele verschillen in de onderlinge relaties tussen mensen, dieren, natuurlijke en bovennatuurlijke verschijnselen en voorwerpen. Dat alle wezens en voorwerpen bezield en onderling verwant zijn staat buiten kijf; het gaat er echter om hoe ze in de wereld ten opzichte van elkaar bestaan en hoe ze zich ten opzichte van elkaar verhouden: hun positie in zowel de lineaire als cyclische tijd en hun plaats in de ruimte, de wijze waarop ze functioneren en zich bewegen, en de mate waarin ze aan verandering onderhevig zijn.
De natuur en de betekenis van de begrippen bimaadizi en bimaadad in de Ojibwetaal zijn, kortom, uitermate sterk contextgebonden. Het dynamische en cyclische karakter van beide begrippen maakt dat ze nooit vaststaand of statisch zijn, maar veranderen zodra de natuur van het desbetreffende voorwerp (of persoon of natuurlijke verschijning) verandert. Bimaadizi kan zomaar opeens bimaadad worden, of andersom. Deze dynamische zienswijze, die voor de westers denkende mens moeilijk is te bevatten – hij is immers opgevoed met de cartesiaanse opvatting dat de natuur een materieel, mechanisch stelsel is, zonder ziel en voorzien van een strikt onderscheid tussen ’levende’ natuur’ en ‘dode’ natuur –, leidt ertoe dat de kunstmatige scheiding die westers georiënteerde taalwetenschappers, om de in de Ojibwe-taal aanwezige relationele verschillen te duiden ooit hebben aangebracht tussen woorden met een bezielde (‘animate’) natuur en woorden met een onbezielde (‘inanimate’) natuur, door traditioneel denkende Ojibweg als misleidend wordt beschouwd. In de beleving van de Ojibwe zijn immers begrippen als 'mechanische natuur' en ‘dode natuur’ contradictiones in terminis. Om deze reden maakt een Ojibwe, om het onderscheid aan te geven tussen de verschillende vormen van leven en hoe ze zich ten opzichte van elkaar verhouden – en de vele gradaties van bezieldheid die aan voorwerpen en natuurlijke verschijnselen worden toegedicht –, liever onderscheid tussen bimaadizi en bimaadad.
Wezens van de bimaadizi-categorie zijn bijvoorbeeld mensen – inclusief hun voorouders en het nageslacht -, dieren, sommige planten, sommige mineralen, bomen, en door de mens gemaakte voorwerpen zoals tarwebloem, lepels en ketels. De bimaadad-categorie bestaat bijvoorbeeld uit aarde (de bodem), berkenbast, dierenvlees, en door de mens gemaakte voorwerpen als messen en huizen. Algemeen kan worden gesteld dat alles wat bimaadizi is, een zekere levenskwaliteit bezit gebaseerd op de wijze waarop het (of liever gezegd: hij of zij) in de wereld existeert, terwijl het begrip bimaadad soms dingen of zaken of verschijnselen aanduidt die zich in een tijdelijke, meestal materiële gedaante openbaren – een soort van afgeleide vorm van bimaadizi dus. Maar evengoed is een bimaadad-wezen of object een natuurlijke entiteit waar bimaadizi-levensvormen uit voortspruiten of juist weer in terugkeren. Een wiigwaasatig (berkenboom) is bimaadizi en een wiigiwaam (huis van wilgentakken en berkenbast) is bimaadad omdat het huis een product is van de boom; een eikenboom (bimaadizi) wordt omgehakt om tot eettafel (bimaadad) te worden gemaakt; een metalen ketel (bimaadizi) zal op den duur eroderen en tot aarde (bimaadazi) vergaan. Bimaadad-wezens en objecten beïnvloeden dus de bimaadizi-wereld, en andersom.
Waarom bepaalde door de mens vervaardigde voorwerpen of planten of natuurlijke verschijningen tot de ene groep behoren en andere, op het eerste gezicht vergelijkbare, zaken tot de andere, is voor een buitenstaander soms moeilijk te bevatten; deze paradox – waarom is bijvoorbeeld een lepel bimaadizi en een mes bimaadad? – valt echter te verklaren uit de omstandigheid dat beide categorieën zijn geworteld in duizenden jaren van observatie. De begrippen bimaadizi en bimaadad liggen daarnaast nooit helemaal vast omdat ze zeer sterk afhankelijk zijn van de conceptuele context en onderhevig zijn aan een doorlopende wisselwerking tussen de verschillende bestaansvormen, hun aard en de locatie waar ze zich bevinden. Het bovennatuurlijke verschijnsel dat ojichaagoma (de ziel) van de ene levensvorm (bimaadizi of bimaadad) zomaar kan verschijnen in wiiyaw (het lichaam) van een andere levensvorm, en als gevolg hiervan het desbetreffende wezen het ene moment bimaadizi is en het volgende moment bimaadad - of andersom -, maakt een duidelijk onderscheid tussen bimaadizi en bimaadad bovendien bijzonder lastig te duiden.
Gewoonlijk eindigen in de Ojibwetaal zelfstandige naamwoorden met een bimaadizi-karakter in hun meervoudsvorm op /-g/ en zelfstandige naamwoorden met een bimaadad-karakter in hun meervoudsvorm op /-n/, terwijl het ene werkwoord een onderwerpsvorm van de bimaadizi-categorie en het andere een onderwerpsvorm van de bimaadad-categorie bevat. Het Ojibwewoord voor heilig verhaal (wat een bimaadad-begrip is) is aadizookaan (meervoud aadizookaanan), maar aadizookaan kan ook "protagonist van een heilig verhaal" betekenen; in het laatste geval is de meervoudsvorm aadizookanag, omdat het om een wezen uit de bimaadizi-categorie gaat. Zo is het Ojibwewoord voor het werkwoord "leven" of "levend zijn" bimaadizi wanneer het onderwerp tot de bimaadizi-categorie behoort, en bimaadad wanneer het om een bimaadad-onderwerp gaat. Een ander voorbeeld van het gebruik van bimaadizi/bimaadad in werkwoorden is mitig miskonaagozi ("de boom (mitig) lijkt rood"), waarbij het werkwoord in de bimaadizi-vorm is geplaatst aangezien bomen tot de bimaadizi-categorie behoren. Echter, wanneer je hetzelfde over een berg (wajiw) wilt beweren (de berg lijkt rood te zijn), zeg je "wajiw miskonaagwad"; de uitgang van het werkwoord verandert dus in -gwad aangezien een berg tot de bimaadad-categorie behoort. Echter, stel dat dezelfde berg de hoofdpersoon van een aadizookaan wordt, dan zal hij "bezield" worden door een bimaadizi-entiteit en zal het werkwoord dat naar zijn vermeende kleur verwijst mogelijk veranderen van miskonaagwad naar miskonaagozi.
De cyclische idee dat alle bimaadizi-wezens op den duur bimaadad-wezens worden (en in zekere zin ook andersom), is vergelijkbaar met de biochemische kringloop die stikstofkringloop heet. Toch gaat het bij het concept van bimaadizi/bimaadad meer dan om alleen de milieucyclus van leven, rotting, bederf en nieuw leven, maar omvat het ook cycli van mentale en spirituele aard en cycli van tijd en ruimte. De bimaadizi/bimaadad-tegenstelling is de fundering waarop de onderlinge en reciproque relaties van alle Wezens, stoffelijk en onstoffelijk, zijn gebaseerd, en waarop anishinaabemowin, de Ojibwetaal, is gegrondvest. Een werkelijk begrip van dit (onwesterse) wereldbeeld kan dan ook alleen worden gevonden in de taal, en in de traditionele vertellingen door ‘elders’, de ceremoniën en de filosofische lessen van het Midewiwin-genootschap.

## Geschiedenis
De Ojibweg bewonen reeds langer dan vijfhonderd jaar een enorm gebied rondom het Bovenmeer, dat zich naar het oosten uitstrekt tot het Eriemeer, naar het zuiden tot Kansas, naar het noorden tot James Bay en naar het westen tot aan de voet van de Rocky Mountains. De Gichi Gami-Anishinaabeg (Ojibweg van de Grote Meren), wier voorouders volgens de traditionele Anishinaabe-geschiedschrijving 2000 tot 3000 jaar geleden vanaf de Noord-Atlantische kust waren geëmigreerd en na vele omzwervingen in het Grote Merengebied terechtkwamen (waarschijnlijk in de 13e of 14e eeuw), troffen daar onder andere de Dakota, Meskwakihaki, Mamaceqtaw (Menominee), Nookezid (Noquet), Ho-Chunk (Winnebago) en A'aninin (Atsina, Gros Ventre) aan; deze en andere volkeren werden spoedig door de Ojibweg zuid- en westwaarts gedreven, of – met name de Nookezid – door hen geadopteerd.

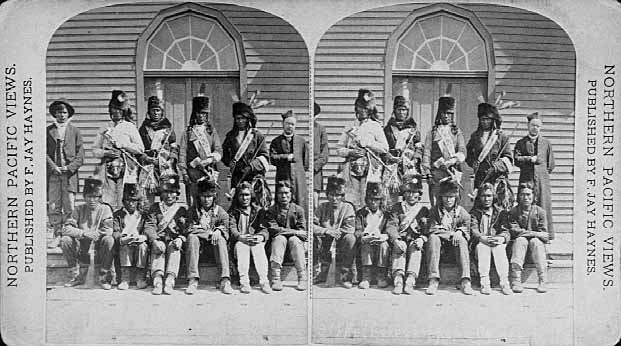
Miskwaagamiiwizaga'iganiing Ogimaag (Ojibwe Chiefs uit het Red Lake-reservaat in Minnesota), ca. 1890

Tussen de 14e en 19e eeuw verspreidden de Ojibwe-immigranten zich vanuit Baawitigong (het latere Sault Ste. Marie) op de oostelijke helft van het bovenste schiereiland van Michigan) - dat zich als het politieke centrum van de Ojibweg had ontwikkeld -, over een immens gebied dat de huidige Canadese provincies Ontario, Manitoba, Saskatchewan en Brits-Columbia omvat, alsmede de huidige Amerikaanse staten Michigan, Minnesota, Wisconsin, Illinois, Indiana en Ohio. Uiteindelijk, in 1916, trok een groep van Ojibwe-kolonisten zelfs zover westwaarts als de Bear Paw Mountains in Centraal-Montana, waar ze tegenwoordig als ‘Chippewa’ in reservaten leven.
Na aankomst van de Europeanen in Canada ontwikkelden de Ojibweg zich in de 17e eeuw als prominente tussenhandelaar voor de Franse pelshandelaren en andere inheemse volken. Al gauw werden ze de meest dominante inheemse factor in het Grote Merengebied; ze dreven de Dakota en Meskwakihaki uit hun oorspronkelijke leefgebied en brachten in 1662 de machtige Haudenosaunee even ten westen van Baawiting een vernietigende slag toe. Omstreeks 1750 strekte de absolute macht van Anishinaabewaki (het Ojibwe-rijk) zich uit tot de gehele kustlijn van het Bovenmeer – ondanks dat ze te maken hadden met opflakkerend verzet van de taaie Isanti-Dakota, die wanhopig hun tanende macht over de jachtgronden in (het huidige) Wisconsin en Minnesota probeerden te behouden - hetgeen resulteerde in een bijna onafgebroken serie oorlogen en schermutselingen die tot medio 19e eeuw zou aanhouden.
Gedurende de 18e eeuw speelden zich verschillende oorlogen en veldslagen af in en rondom Anishinaabewaki, die direct te maken hadden met de strijd van de Anishinaabe-volken voor hun land en voedselbronnen en hun positie in de pelsdierenhandel. Verschillende Ojibwe-krijgsleiders speelden een belangrijke rol in deze campagnes, gericht tegen de oprukkende Europeaanse kolonisten die een serieuze bedreiging vormden voor de Ojibwe- jachtgronden en Ojibwe- handelsbetrekkingen. Het verzet tegen de oprukkende Europeaanse kolonisten in het zuidelijke Grote Merengebied hield onverminderd aan, tot aan de Oorlog van 1812.
Aan het eind van de 18e en begin van de 19e eeuw raakte een aantal Ojibwe-bands intensief betrokken bij het verzet tegen de Amerikanen, waarbij ze zich bij de Shawnee-krijgsleider Tecumseh aansloten. Na de nederlaag van Tecumsehs coalitie sloten de Ojibweg in 1815 vrede met de Amerikaanse overheid, en tussen 1837 en 1854 werd nagenoeg het hele Ojibwe-territorium in de VS via verdragen overgedragen aan de Amerikaanse autoriteiten, en werden de Ojibwe-gemeenschappen in reservaten geplaatst. In Canada kwam deze ontwikkeling later in de 19e eeuw op gang.
Na 1815 kwam de cultuur van de Anishinaabe-Ojibweg in de VS serieus onder druk te staan. Met de Amerikaanse pelshandelaren (die de bonthandel van verslagen Fransen en Britten inmiddels hadden overgenomen) drongen ook Amerikaanse bedrijven Anishinaabewaki binnen, om daar bos- en mijnbouw te bedrijven. Steeds meer kolonisten volgden de nieuwe economische bedrijvigheid in het Ojibwe-gebied.
De tweede helft van de 19e eeuw en de eerste decennia van de 20e eeuw waren voor de Ojibweg een dramatische periode waarin het hen zowel economisch als cultureel zeer slecht ging. Met het verdwijnen van de, vaak (semi)nomadische, jagers- en verzamelaarscultuur kwam ook de immateriële cultuur van de gemeenschappen onder zware druk te staan. De nationale politiek ten opzichte van de inheemse volkeren was gericht op assimilatie, en de beoefening van de landbouw moest dit doel verwezenlijken. Tegen het eind van de 19e eeuw werd duidelijk dat deze politiek niet werkte; de noordelijke streken bleken ongeschikt als landbouwgrond, het groeiseizoen is er relatief kort, en het concept landbouw was de Ojibweg, die traditioneel van wild, vis, ahornsiroop, bessen en wilde rijst leefden, vreemd.
De gemeenschappen in de VS zagen de middelen van bestaan rondom hun reservaten steeds meer aangetast worden door mijnbouw, boslandbouw en toerisme. Evenals in Canada, waar veel grond en water vergiftigd raakte door fabriekslozingen van chemicaliën en daarbij wegens een algehele uitzichtloosheid veel drankmisbruik en zelfdoding voorkwamen, raakten talloze families in de VS afhankelijk van de bijstand en ook zij gingen gebukt onder drank- en misdaadproblemen en extreme armoede. Toch lukte het zowel in Canada als de VS enkele Ojibwe-gemeenschappen te ontsnappen aan de vicieuze cirkel van drank en sociale ellende, te investeren in een goede gezondheidszorg en scholing, en de economische en culturele zelfstandigheid uiteindelijk terug te winnen of te bewaren. Veel van de rechtszaken die in de tweede helft van de 19e eeuw werden aangespannen tegen de federale overheden, met als inzet de bevestiging van de verdragsrechten met betrekking tot jacht, visvangst en de oogst, zijn inmiddels gewonnen, hetgeen de toekomst een stuk rooskleuriger maakt.

## Divisies
In feite was al in de 17e eeuw, dankzij de Franse voyageurs, toen ze op het bovenste schiereiland van Michigan aankwamen, de eurocentrische gewoonte ontstaan de Anishinaabeg, die oorspronkelijk een nogal amorf volk waren – er bestonden toen nog niet zulke scherpe scheidslijnen tussen bijvoorbeeld de Ojibweg, Odaawaag, Bodéwadmik, Omàmiwininiwak en Cree – min of meer willekeurig onder te verdelen in naties. Dat de Fransen het concept Anishinaabe – wat inhield dat onderlinge clan- of totemverbanden en een gedeelde (Algonkische) afkomst sterker aanwezig waren dan een ‘nationale’ identiteit – niet begrepen is niet vreemd; ze waren immers autonome naties gewend met een sterke centralistische regering. En zo ontstond een typisch Europese classificatie van Ojibwe-naties: in de Mississauga, het volk van de grote riviermonding, de Noquet, het Beervolk, de Marameg, het Meervalvolk, de Amikwa, het Bevervolk, et cetera; allemaal volken die in werkelijkheid niet meer dan clans van de Ojibweg waren.
De verschillende Anishinaabe-clans die van de 14e tot de 17e eeuw bij de stroomversnellingen van Baawiting (Sault Ste. Marie) leefden hadden elk hun favoriete jacht- en visplaatsen en ahornboslandjes voor het maken van suiker, en ze trokken van plaats naar plaats, intussen het ritme van de seizoenen volgend. Ze waren genealogisch en via huwelijken met elkaar verwant en spraken (dialecten van) dezelfde taal. Toen de voyageurs die in het gebied kwamen – en de clans die ze aantroffen aanvankelijk naar eigen inzicht onderverdeelden in naties –, eenmaal begrepen dat er wel degelijk sterke onderlinge verbanden tussen deze Anishinaabe-organisaties bestonden, probeerden ze hen onder te verdelen in naties – een classificatie die later, onder invloed van de culturele antropologie, zou worden vervangen door het begrip 'stammen'. Zo werden al eeuwen bestaande organisaties totaal uit hun historische 'verband' gerukt en ontstonden 'naties' en/of ‘stammen’ die nog nooit hadden bestaan. Foutieve interpretaties door missionarissen en ontelbare door taalbarrières ingegeven spraakverwarringen maakten het beeld alleen nog maar chaotischer; zo deelden Franse schrijvers bijvoorbeeld de Nation du Castor (Amikwa) en Nez Percés (Nipissing), die zichzelf als Ojibwe-clans beschouwden, nu eens in bij de Odaawaag, dan weer bij de Omàmiwininiwak. Aldus werkt deze vorm van eurocentrisme van vier eeuwen geleden, zij het indirect, nog altijd door in de huidige, in de VS gehanteerde onderverdeling van het Ojibwe-volk in ‘tribes’ en ‘bands’.

## Reservaten

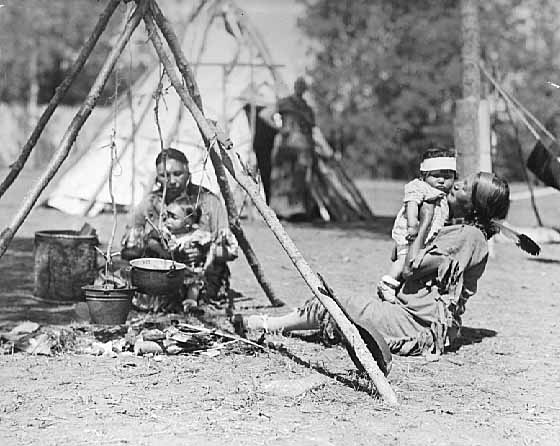
Reservaatleven in de vroege 20e eeuw, Itasca State Park, Minnesota 1926. Het kampvuur toont ijzeren pannen en, ter linkerzijde, een traditionele makak (berkenbasten container). Bron: Minnesota Historical Society

In het begin en het midden van de 19e eeuw werden Ojibwe-groepen uit Michigan, Wisconsin, en Minnesota gedwongen land over te dragen; in de jaren 40 en 60 van de 19e eeuw vestigden andere groepen, vermengd met Odaawaag (Ottawa), Bodéwadmik (Potawatomi), Minasinink ("christelijke" Lenape) en Tsalagi (Cherokee) zich in het Indian Territory in Oklahoma. In Canada kostten in de jaren 50 van de 19e eeuw een aantal met de federale overheid gesloten verdragen (de Robinson-Superior /Robinson-Huron treaties) de Ojibweg die aan de noordelijke en oostelijke oevers van het Bovenmeer leefden grote stukken land; hetzelfde gold voor de Ojibweg aan het Huronmeer en het Saugeen-schiereiland, in Ontario.
Een serie van vijf verdragen werd in 1871-75 gesloten met de Bungee/Nakawēk (Plains Ojibwe en Saulteaux) en andere inheemse naties uit de noordwestelijke gebieden. Deze verdragen (Treaty no.1 t/m Treaty no.5) waren aanleiding voor de federale Canadese overheid hen in reservaten te plaatsen. De grootte werd bepaald op basis van het aantal geregistreerde bandleden. In 1905-06 werden, naar aanleiding van Treaty 9, de Ojibwe-, Oji-Cree- en Ayisini/Cree-naties uit Noord-Ontario in reservaten geplaatst. Met het afstaan van land deden de Ojibweg afstand van aanspraken op Anishinaabe Aki in ruil voor een vaste woonplaats in een reservaat en een aantal sociale voorzieningen, zoals gratis onderwijs en medische voorzieningen, financiële bijstand van weduwen, wezen en ouden van dagen en jaarlijks vier of vijf (Canadese) dollars verdragsgeld voor iedereen.
In 1892 waren alle Nakawēk/ Bungee (‘Plains Ojibwe’) in reservaten in North Dakota, Manitoba, Saskatchewan en Alberta geplaatst; in 1916 kwam een groep Bungee, samen met een groep van Plains Cree, in een reservaat in Montana terecht. In 1973 organiseerden de meeste Ojibwe-bands uit Ontario die onder Treaty 5 en Treaty 9 vielen zich politiek en cultureel in de Grand Council Treaty No. 9, die in 1982 overging in de Nishnawbe Aski Nation (NAN). Ook de Anishininiwag (Oji-Cree) en Woods, Swampy en Moose Cree die onder deze verdragen vielen, maakten deel uit van deze nieuwe natie. Toen twee jaar later de eerste uitvoerende raad van de Nishnawbe Aski Nation was benoemd werd de Grand Council Treaty No. 9 officieel opgeheven.
De in reservaten geplaatste Ojibweg, zowel die in de VS als in Canada, staan nu al meer dan een eeuw onder curatele van de respectievelijke overheden. Dit betekent in feite dat het leven van iedere ‘geregistreerde’ Ojibwe wordt gedicteerd vanaf het moment dat hij of zij wordt geboren tot op het moment van sterven. De Ojibweg kregen zelfs niet het recht om een testament op te stellen zonder ministeriële toestemming. De kinderen werden onder de “Indian laws” geconfronteerd met een op totale assimilatie gericht schoolsysteem dat niets ‘indiaans’ in zich had, en dat hun een westerse mentaliteit bijbracht met een sterk christelijke grondslag. Tot ver in de vorige eeuw stuurden de overheden van de VS en Canada speciale bussen rond langs de inheemse gemeenschappen om de kinderen op te halen en ze naar boarding schools  (VS) en residential schools en missiescholen (Canada) te brengen. Op deze scholen, die vaak waren opgezet door missionarissen en gefinancierd door de overheid, werden de taal, de Midewiwin-religie en de cultuur er hardhandig uitgeslagen. Zo werden in vele reservaten talloze families jarenlang uit elkaar gehaald. De sporen van het overhoophalen van de sociale structuren en het cultureel hersenspoelen, wat tussen de jaren 70 van de 19e eeuw en de jaren 30 (in de Verenigde Staten) en de jaren 70 (Canada) van de 20e eeuw heeft plaatsgevonden, zijn nog altijd zichtbaar in de tegenwoordige Ojibwe-gemeenschappen.
Plaatsing van de Ojibwe-gemeenschappen in ishkoniganan (reservaten) zorgde in de eerste plaats dat bedrijven en multinationals de vrije hand kregen in grondstoffendelving. Met name in Canada speelde daarnaast nog een bevoogdend aspect een rol; de afzondering moest de inheemse bevolking beschermen tegen de kwalijke invloeden door de overheersende cultuur, en dan vooral tegen de verwoestende werking van sterkedrank. Uitgangspunt was de paternalistische gedachte dat inheemse mensen niet in staat zijn voor zichzelf te zorgen en hun eigen belangen te behartigen. Aldus kwamen in de VS de Ojibwe-bands onder de voogdij van het BIA (Bureau of Indian affairs); in Canada nam het DINA (Department of Indian and Northern Affairs), dat al in koloniale tijden was ontstaan, hun zaken waar. In beide landen was het beleid erop gericht de Ojibweg op te laten gaan in de overheersende samenleving. Er was weinig aandacht voor de sociale en economische ontwikkelingen van de reservaten, die – met name in Canada – werden beschouwd als een soort van wachtkamer voor een, op termijn, vrijwel totale assimilatie. Dat dit een tragische vergissing was, blijkt uit het feit dat driekwart van de Ojibweg nog altijd – vooral in het noorden – in bittere armoede in reservaten woont, die bovendien steeds meer overbevolkt raken.
Onderstaand is een overzicht van de officiële namen van enkele belangrijke reservaten in Canada en de VS, met erachter de traditionele Ojibwe-namen:
- Bois Forte (Nett Lake) = Asabiikone-zaaga'iganiing
- Fond du Lac = Nagaajiwanaang
- Grand Portage = Gichi-onigamiing
- Leech Lake = Gaa-zagaskwaajimekaag
- Mille Lacs = Misi-zaaga'iganiing
- Red Lake = Miskwaagamiiwizaga'iganiing
- White Earth = Gaa-waabaabiganikaag
- Bad River = Mashkii-ziibing
- Lac Courte Oreilles = Odaawaa-zaaga'iganiing
- Lac du Flambeau = Waaswaaganing
- Red Cliff = Basaabikaang (of Gaa-miskwaabikaag)
- Mole Lake = Zaka'aaganing
- Bay Mills = Gnoozhekaaning
- Keewenaw Bay = Wiikwedong
- Lac Vieux Desert = Getegitigaaning
- Sault Ste. Marie = Baawiting
- Turtle Mountain Indian Reservation = Mikinaakwajiw-ininiwag ishkonigan

## Federale erkenning

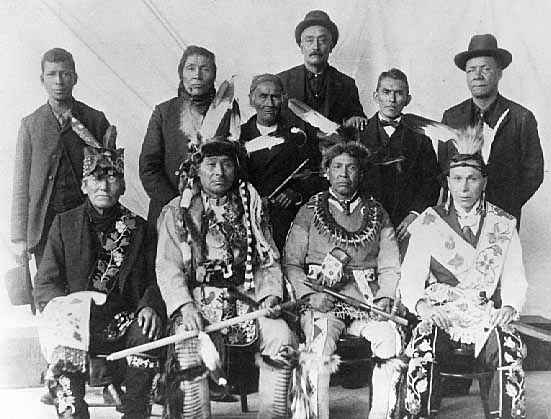
Delegatie van ogimaag (chiefs) uit Gaa-zagaskwaajimekaag (Leech Lake), in Washington DC om over landrechten te praten. 1899. Leech Lake is een door de Amerikaanse federale overheid erkend reservaat in Noord-Minnesota. Bron: Minnesota Historical Society.

In de VS spreekt men meestal van tribes (eventueel onderverdeeld in bands en/of community's), terwijl de aanduidingen First Nation en band in Canada gemeengoed zijn. Tribe, band en First Nation zijn in de eerste plaats een politiek-juridisch concept. Dit concept sluit lang niet altijd aan bij de historische en emotionele werkelijkheid van de Ojibweg zelf (veel oorspronkelijke bands en clans werden eerst door de Fransen en Engelsen en later door de Amerikanen gehergroepeerd zonder dat hiermee altijd de geschiedenis van het oorspronkelijke volk recht werd gedaan) maar het dient wel als basis voor overheidserkenning. Dit houdt in dat men een beroep kan doen op allerlei voorzieningen en men, in de hoedanigheid van inheemse staat of "natie", een grotere kans heeft in het nationale politieke spectrum als volwaardige partner beschouwd te worden. Daarnaast betekent een officiële 'stam' – of ‘band’status dat de staat (of, in Canada: de provincie) waarin het volk gevestigd is, relatief weinig juridische zeggenschap heeft binnen de grenzen van het reservaat. Ten aanzien van uit het verleden stammende verdragsrechten aangaande land en jacht-en visrechten is een officiële status dan ook vaak de enige manier om disputen met de staat of provincie te kunnen laten toetsen door de nationale rechtbanken.
Overheidserkenning is iets wat daarom nog altijd door verschillende historische bands wordt nagestreefd. Het is echter zonder uitzondering een lang en moeizaam proces. Een band of verzameling van bands dient haar historische bestaan te bewijzen, er moet een ononderbroken politieke relatie met de federale overheid kunnen worden aangetoond, en bovendien moeten de aanvragers de overheid overtuigen dat ze de enige wettelijke politieke erfgenamen van de desbetreffende groep zijn.
De 'politieke' voordelen van een federaal erkende status hebben ook een serieuze schaduwzijde. De regeringen in de VS en Canada erkennen in de praktijk het historische bestaansrecht van traditioneel Ojibwe-bestuur niet of nauwelijks; het regeringssysteem van de reservaten is gebaseerd op een 'Europees' systeem en vertegenwoordigt niet altijd de echte stem van de bevolking. Bovendien weten tegenwoordig veel Ojibweg - ook zij die in reservaten leven - niet meer tot welke groep of clan zij oorspronkelijk behoren en wat hun doodem (totem) is. Deze kennis is in de vorige eeuw verloren gegaan, niet in de laatste plaats wegens grootschalige en systematische, van overheidswege gedwongen verhuizingen en gedwongen onderwijs op overheidsscholen.
Ojibwe-bands uit de VS die géén federale status hebben, zijn:
- Michigan:
  - Burt Lake Band of Ottawa and Chippewa Indians
  - Lake Superior Chippewa of Marquette
  - Consolidated Bahwetig Ojibwe and Mackinac
- Minnesota:
  - Kah-Bay-Kah-Nong (Warroad Chippewa)
  - NI-MI-WIN Ojibweys
  - Sandy Lake Band of Ojibwe
- Kansas (en Montana):
  - Swan Creek & Black River Chippewa

N.B. Op 29 juli 2011 heeft de Little Shell Tribe of Chippewas uit Montana federale erkenning gekregen.

## Casino's op het reservaat
Sinds in 1988 het Amerikaanse congres de Indian Regulatory Gaming Act bekrachtigde, begonnen steeds meer door de Federale overheid erkende Ojibwe-tribes casino’s op hun grondgebied te bouwen. Tegenwoordig bezitten meer dan 16 Ojibwe-groepen in de VS casino’s, sommige zelfs meer dan een. Dit veranderde het leven van veel Ojibweg, die al een eeuw alleen maar bittere armoede en grote sociale en gezondheidsproblemen kenden, radicaal. De inkomsten, waarover de tribe geen belasting hoeft te betalen omdat het federaal grondgebied betreft, worden nu dankbaar gebruikt om Ojibwe-taalprogramma’s te sponsoren, economische, sociale en gezondheidszorgprogramma’s op te zetten en de algehele levensstandaard van de gemeenschap te vergroten. Sommige gemeenschappen die voorheen 40 tot 80% werkloosheid kenden, hebben naar eigen zeggen praktisch geen enkele werkloze meer op het reservaat. Enkele van deze succesvolle casino’s, waarvan de bedrijfsleiding meestal uit Ojibweg bestaat maar het personeel overwegend niet-indiaans is, zijn gevestigd in Hinkley en Mille Lacs (Misi-zaaga'iganiing) in Minnesota, en Baraga en Harvey in Michigan.

## Jacht-, visserij- en oogstrechten
Ojibwe-reservaten, vooral die in het dunbevolkte Canada, zijn te klein voor de bewoners om de traditionele jaarlijkse cyclus te kunnen volgen; hierdoor werd men steeds afhankelijker van de overheidsrantsoenen en zagen jagers en vissers gedwongen zich ver buiten het reservaat te begeven, in de provinciale en staatsdomeinen. Hier werden zij echter onderworpen aan stringente visserij-, jacht- en milieuwetten die geen rekening hielden met Ojibwe-belangen.

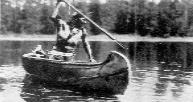
Ojibwe uit het zuidelijke Grote Merengebied die vanuit zijn kano op de traditionele wijze met een speer vist. Bron: Minnesota Historical Society.

Om deze ontwikkeling tegen te gaan werken verschillende Ojibwe- en Odaawaa-bands uit de VS, die bij het Bovenmeer en het Michiganmeer leven (met name in de staten Michigan, Minnesota en Wisconsin), vanaf 1981 samen in de ‘Chippewa Ottawa Treaty Fishery Management Authority’ (COTFMA) en vanaf 1984 in de Great Lakes Indian Fish & Wildlife Commission (GLIFWC). Deze organisaties beheren de jacht-, oogst- en visserijrechten van de Ojibweg en Odaawaag zoals die zijn vastgelegd in de 19e- en 20e-eeuwse verdragen met de Amerikaanse overheid.
Op januari 2001 ging de COFTMA officieel over in de Chippewa Ottawa Resource Authority (CORA), waardoor de Ojibweg en Odaawaag die onder het verdrag van 1836 vielen, gezamenlijk een sterkere politieke vuist konden maken tegen de staat Michigan. In Ontario kwam eenzelfde soort samenwerking tot stand, onder andere met de Grand Council of Treaties #3.
De economische ontwikkelingen, met name in de dunbevolkte gebieden van Canada, maken sinds de jaren 60 van de twintigste eeuw een razendsnelle ontwikkeling door. Bedrijven proberen zo snel en goedkoop mogelijk zo veel mogelijk grondstoffen uit het subarctische gebied te halen. Er zijn zeer sterke en succesvolle lobby´s voor de toeristenindustrie, de mijnbouwmaatschappijen en de natuurbeschermers actief die druk uitoefenen op de Canadese overheid om de verdragsrechten van de inheemse bevolkingsgroepen in te perken. Bovendien begonnen de Canadese provincies de commerciële visvangst door de Ojibweg min of meer tegen te werken omdat sportvissers de provincie meer geld in het laatje brengen. Wat de Ojibwe-populaties betreft stelden de provinciale overheden zich op het formele standpunt dat hun welzijn de verantwoordelijkheid van de federale overheid is.
De verdragen uit het verleden garanderen de Ojibwe-bands in Ontario het recht om hun traditionele activiteiten – inclusief het plukken van medicinale planten en kruiden – buiten het reservaat voort te zetten, tenzij land bestemd is voor mijnbouw, boslandbouw en andere economische activiteiten. Formeel-juridisch waren de verdragen uit het verleden in strijd met de milieu- en jachtwetten, iets waarover de provinciale First Nation-organisaties, verenigd in de Grand Council Treaty # 9 (die in 1982 is omgedoopt in de Nishnawbe Aski Nation) al vele tientallen jaren processen voeren in Canadese gerechtsgebouwen. Uiteindelijk zijn de meeste van deze rechtszaken gewonnen, wat inhoudt dat de Anishinaabeg weer mogen vissen en wilde rijst oogsten in de domeinen die buiten de reservaten liggen.
In de VS bestonden, ondanks dat de verdragsrechten – waaronder het recht om op traditionele wijze met speren en netten te mogen vissen – zwart op wit zijn vastgelegd in vele verdragen, in de laatste decennia van de 20e eeuw eveneens zeer grote spanningen; vooral tussen de Ojibweg uit het zuidelijke Grote Merengebied en Amerikaanse sportvissersbonden zoals PARR en ICERR. Deze organisaties negeerden het feit dat de verdragsrechten aangaande de visvangst, in 1979 en 1999 opnieuw waren bekrachtigd door het federale gerechtshof. Deze spanningen culmineerden in de jaren 80 en 90 met name in de Wisconsin Walleye War, met zeer heftige schermutselingen tijdens "bootlandingen", waarbij Ojibwe-vissers zich klaarmaakten om met speren op visvangst te gaan en bij de steigers werden opgewacht door soms duizenden agressieve aanhangers van de PARR en ICERR. De tekst van een populaire bumpersticker uit die tijd luidde: "Spear an Indian, save a walleye" ("Red een snoekbaars, rijg een indiaan aan je speer").
Op 2 november 2007 behaalden, dankzij juridische inspanningen die meer dan drie decennia hebben voortgeduurd, vijf treaty bands uit de staat Michigan een overwinning die waarschijnlijk historisch zal blijken te zijn; de staat herbekrachtigde eindelijk het verdrag van 1836. Dit 2007 Inland Consent Decree (Binnenlands Toestemmingsdecreet) houdt in dat de leden van deze onder de paraplu van de GLIFWC opererende bands (Bay Mills Indian Community en de Sault Ste. Marie Tribe van het oostelijke deel van het bovenschiereiland, en de bands van Grand Traverse, Little River en Little Traverse Bay van het benedenschiereiland) niet alleen officieel het recht hebben onder andere manoomin (wilde rijst) te oogsten buiten de grenzen van hun reservaten - maar dit recht nu ook in de praktijk permanent mogen uitoefenen. Het gaat hierbij om bijna 486 miljoen ares publiek land verspreid over beide schiereilanden. Tevens mogen leden van deze gemeenschappen jagen en vissen gedurende de in het oorspronkelijke verdrag vastgestelde seizoenen, zolang wordt voldaan aan strikte vangstquota en het niet om commerciële oogst of jacht gaat (de verkoop van bever- en muskusrathuiden vormt hierop een uitzondering). Aansluitend voorziet het decreet van 2007 in het recht om, gedurende door de staat vastgestelde seizoenen, te oogsten, medicinale planten te verzamelen en te kamperen op privaat land, mits dit gebeurt onder toestemming van de officiële landeigenaren.

## Verdragen (Treaties)
”Tribal” verdragsautoriteiten
- 1854 Authority - 1854CT
- Chippewa Ottawa Resource Authority - 1836CT visserijrechten
- Grand Council of Treaty 3 - Treaty 3
- Grand Council of Treaty 8 - Treaty 8
- Great Lakes Indian Fish & Wildlife Commission - 1837CT, 1836CT, 1842CT en 1854CT
- Nishnawbe Aski Nation - Treaty 5 en Treaty 9
- Red Lake Band of Chippewa - 1886CT en 1889CT
- Union of Ontario Indians - RS, RH1, RH2, diverse pre-confederatieverdragen

Verdragen met Frankrijk
- La Grande Paix de Montréal (1701)

Verdragen met Groot-Brittannië
- Treaty of Fort Niagara (1764)
- Treaty of Fort Niagara (1781)
- Indian Officers' Land Treaty (1783)
- The Crawford Purchases (1783)
- Between the Lakes Purchase (1784)
- The McKee Purchase (1790)
- Between the Lakes Purchase (1792)
- Chenail Ecarte (Sombra Township) Purchase (1796)
- London Township Purchase (1796)
- Land for Joseph Brant (1797)
- Penetanguishene Bay Purchase (1798)
- St. Joseph Island (1798)
- Toronto Purchase (1805)
- Head-of-the-Lake Purchase (1806)
- Lake Simcoe-Lake Huron Purchase (1815)
- Lake Simcoe-Nottawasaga Purchase (1818)
- Ajetance Purchase (1818)
- Rice Lake Purchase (1818)
- The Rideau Purchase (1819)
- Long Woods Purchase (1822)
- Huron Tract Purchase (1827)
- Saugeen Tract Agreement (1836)
- Manitoulin Agreement (1836)
- The Robinson Treaties
  - Ojibewa Indians Of Lake Superior (1850)
  - Ojibewa Indians Of Lake Huron (1850)
- Manitoulin Island Treaty (1862)

Verdragen met Canada
- Treaty No. 1 (1871) - Stone Fort Treaty
- Treaty No. 2 (1871)
- Treaty No. 3 (1873) - Northwest Angle Treaty
- Treaty No. 4 (1874) - Qu'Appelle Treaty
- Treaty No. 5 (1875)
- Treaty No. 6 (1876)
- Treaty No. 8 (1899)
- Treaty No. 9 (1905-1906) - James Bay Treaty
- Treaty No. 5, Adhesions (1908-1910)
- De Williams Treaties (1923)
  - The Chippewa Indians (Ojibweg)
  - The Mississauga Indians (Misizaagiwininiwag)
- Treaty No. 9, Adhesions (1929-1930)

Verdragen met de Verenigde Staten
- Treaty of Fort McIntosh (1785)
- Treaty of Fort Harmar (1789)
- Treaty of Greenville (1795)
- Fort Industry (1805)
- Treaty of Detroit (1807)
- Treaty of Brownstown (1808)
- Treaty of Spring Wells (1815)
- Treaty of St. Louis (1816) - Odaawaag, Ojibweg en Bodéwadmik
- Treaty of Miami Rapids (1817)
- St. Mary's Treaty (1818)
- Treaty of Saginaw (1819)
- Treaty of Sault Ste. Marie (1820)
- Treaty of L'Arbre Croche and Michilimackinac (1820)
- Treaty of Chicago (1821)
- Treaty of Prairie du Chien (1825)
- Treaty of Fond du Lac (1826)
- Treaty of Butte des Morts (1827)
- Treaty of Green Bay (1828)
- Treaty of Prairie du Chien (1829)
- Treaty of Chicago (1833)
- Treaty of Washington (1836) - Ottawa (Odaawaag) & Chippewa (Ojibweg)
- Treaty of Washington (1836) - Swan Creek & Black River Bands
- Treaty of Detroit (1837)
- Treaty of St. Peters (1837) - White Pine Treaty
- Treaty of Flint River (1837)
- Saganaw Treaties
  - Treaty of Saganaw (1838)
  - Supplimental Treaty (1839)
- Treaty of La Pointe (1842) - Copper Treaty
  - Isle Royale Agreement (1844)
- Treaty of Potawatomi Creek (1846)
- Treaty of Fond du Lac (1847)
- Treaty of Leech Lake (1847)
- Treaty of La Pointe (1854)
- Treaty of Washington (1855)
- Treaty of Detroit (1855) - Ottawa (Odaawaag) & Chippewa (Ojibweg)
- Treaty of Detroit (1855) - Sault Ste. Marie Band
- Treaty of Detroit (1855) - Swan Creek & Black River Bands
- Treaty of Sac and Fox Agency (1859)
- Treaty of Washington (1863)
- Treaty of Old Crossing (1863)
- Treaty of Old Crossing (1864)
- Treaty of Washington (1864)
- Treaty of Isabella Reservation (1864)
- Treaty of Washington (1866)
- Treaty of Washington (1867)

## Overzicht Ojibwe-odoodeman(diertotems)
De meeste Ojibwe-bands en gemeenschappen bestaan uit een aantal (o)doodeman of gentes (totemclans); deze kunnen worden gegroepeerd in één of meer phratries of clangroepen. Iedere Ojibwe-man, -vrouw of -kind behoort, via de bloedlijn van de vader, tot een van de totemclans – er zijn er in totaal ongeveer 29 bekend. Zo zijn er bij de zuidoostelijke Gichi Gami-Anishinaabeg (Ojibweg die bij de Grote Meren leven) in totaal vijf phratries bekend, die alle door een bepaalde dier-, vis- of vogelsoort (doodem) zijn vertegenwoordigd. Deze dierspecies symboliseren bepaalde maatschappelijke waarden, deugden en functies die navolging verdienen bij, en uitgevoerd dienen te worden door, het individu dat tot de desbetreffende doodem (totem of gens) behoort. Het komt overigens zelden voor dat een band of gemeenschap uit alle vijf phratries tegelijk bestaat; meestal zijn in één groep slechts een handjevol phratries/clangroepen en gentes/diertotems vertegenwoordigd.
De vijf maatschappelijke basisfuncties binnen het Ojibwe-clanstelsel zijn door de Ojibweg zelf als volgt geformuleerd (de belangrijkste vertegenwoordigende diertotem(s) staat/staan er tussen haakjes achter vermeld):
- Leiderschap & externe communicatie (Kraanvogel)
- Defensie & krijgszaken (Beer)
- Voeding & onderhoud (Marter)
- Educatie (overbrengen van kennis en wijsheid) (Bruine dwergmeerval)
- Heling & contact met de bovennatuurlijke wereld (Schildpad en Otter)

In principe krijgt iedere min of meer traditioneel gevormde Ojibwe Anishinaabe via de opvoeding mee welke van de vijf bovenvermelde maatschappelijke basisfuncties een bepaalde doodem vertegenwoordigt. Wanneer ze onderling over doodeman spreken, voelen Ojibweg dan ook doorgaans niet de behoefte de phratries (clangroepen) te benoemen waartoe deze doodeman behoren - in de eigen taal bestaat er dan ook geen woord voor. Voor de gemiddelde Ojibwe is phratry een puur abstract begrip, dat afkomstig is uit de antropologie. (De westerse wetenschap heeft van nature immers veel sterker de behoefte om te classificeren dan degenen die onderwerp van de studie zijn.)
Hieronder staat een onderzicht van vijf 'phratries', die ieder een basisfunctie vertegenwoordigen in de Ojibwe-samenleving. Het gaat hier om een generiek voorbeeld dat de basisfuncties en phratries toont zoals die gelden in veel gemeenschappen van de zuidoostelijke Ojibweg - met uitzondering bijvoorbeeld van de Sault Ste. Marie Tribe of Chippewa Indians, waar een iets andere clanverdeling en diertotemfunctietoeschrijving worden gehanteerd; in andere regio's van Anishinaabe Aki gelden wéér andere waarden - die echter wel allemaal variaties zijn op hetzelfde doodem-thema. De samensteller van de lijst heeft elk van de vijf phratries genoemd naar het voornaamste totemdier uit de desbetreffende groep.
De Baswenaazhi (Resonerende Stem)–phratry: LEIDERSCHAP, bestaat uit de volgende doodemclans of gentes:
- Ajijaak (Kraanvogel)
- Nika of Owewe(ii) (respectievelijk gans en sneeuwgans)
- Maang (IJsduiker)
- Gekek (Havik)
- Bibiigiwizens (Sperwer)
- Migizi (Amerikaanse zeearend)
- Giniw (Steenarend)
- Makadezhiishiib (Zwarte eend)
- Gayaashk (Zeemeeuw)

De Noka (Beer)–phratry: DEFENSIE, bestaat uit de volgende doodemclans of gentes:
- Makwa of Noka (Beer)
  - Waabishki-makwa ('Witte' zwarte beer)
  - Mishimakwa of Gichi-makwa (Grizzlybeer)
- Ma’iingan (Wolf)
- Bizhiw (Lynx)

De Waabizheshi (Marter)–phratry: VOEDSEL, bestaat uit de volgende doodemclans of gentes:
- Waabizheshi  (Marter)
- Amik (Bever)
- Mooz (Eland )
- Adik (Rendier)
- Waawaashkeshi (Hert)
- Wazashk (Muskusrat)

N.B.: De Marter vertegenwoordigt bij de huidige Sault Ste. Marie Tribe of Chippewa Indians uit Michigan, nazaten van de historische Baawitigowininiwag, niet zozeer de doodem van de jagers en verzorgers, maar van de krijgers; leidersfiguren die zich op intelligente wijze inzetten voor veranderingen en idealen en uitblinken in strategisch en logistiek denken.
De Awaasii (Bruine dwergmeerval)-phratry: EDUCATIE, bestaat uit de volgende doodemclans of gentes:
- Awaasii  (Bruine dwergmeerval) ('Bullhead')
- Mizi  of Maanameg (Meerval) ('Catfish')
- Ginoozhe (Snoek )
- Namebin (Zuigkarper)
- Name (Steur)
- Adikameg (Marene of houting)

De Mishiikenh (Modderschildpad)–phratry: GENEESKUNDE, bestaat uit de volgende doodemclans of gentes:
- Mishiikenh (Modderschildpad)
- Nigig (Otter)
- Mikinaak  (Bijtschildpad)
- Miskwaadesi (Sierschildpad) ('Painted turtle')
- Ginebig (Slang)
  - Midewewe of Naadowe of Zhiishiigwe (Ratelslang)
  - Mazaandamo (Zwarte slang)
- Omakikii ( Kikker )
- Nibiinaabe (Zeemeerman) (Gefuseerd met het Ho-Chunk (Winnebago)-volk en staat nu bekend als de Water-spirits Clan.)
- Nibiinaabekwe (Zeemeermin)

## Prominente Ojibweg uit heden en verleden

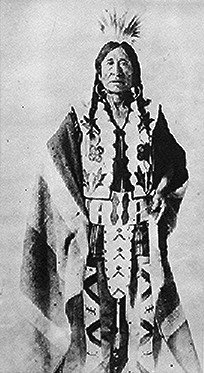
Asiniweyin, een Bungee-opperhoofd uit Montana uit de 19e en begin 20e eeuw, bij de Amerikanen bekend als Rocky Boy. Zijn outfit is typerend voor de bizoncultuur van de Ojibweg van de westelijke hoogvlakten.

- Dennis Banks (Naawakamig: "In het Midden van de Aarde") (1937), medeoprichter van de American Indian Movement (AIM), Sundance Chief Leech Lake.
- Edward Benton Banai (1934), Giigoo-doodem (Vis-clan), Ojibwe-verhalenverteller en spiritueel leider van het Lac Court Oreilles reservaat uit Wisconsin, medeoprichter van de American Indian Movement (AIM), Grand Chief Midewiwin Society
- James Bartleman (1939), Canadees diplomaat en voormalig lieutenant-governor van Ontario
- Bagone-giizhig II (Chief Hole in the Sky II), (1825-1868), Makwa-doodem (Beerclan), Gull Lake, 19e-eeuwse spiritueel leider van de Gichi-ziibiwininiwag oftewel Ojibweg van de (Upper) Mississippi River, Minnesota. Legendarische, eloquente en visionaire leider die vrede zocht met de Amerikanen. Bagone-giizhig II, die leiding gaf aan acht bands, wordt algemeen beschouwd als een van de allergrootse Anishinaabe-leiders ooit
- Clyde Bellecourt (Niiganwewedan: "Donder Voor de Storm") (1936), White Earth Band. Burgerrechtenactivist, (mede-)oprichter van de Native American Movement (AIM), de Heart of the Earth Survival School, de Native American Community Clinic en de Women of Nations Eagle Nest Shelter.
- Vernon Bellecourt (Waaban-Inini: "Man van de Dageraad") (1931-2007), White Earth Band. Burgerrechtenactivist, lid van de White Earth Tribal Council, leider van de American Indian Movement (AIM), Minneapolis-area vice president van het National Congress of American Indians (NCAI).
- Beshekee: zie Bizhiki
- Bizhiki of Chief Buffalo, Makwa-doodem (Beerclan). (Niet te verwarren met Gichi-weshkiinh uit La Pointe op Madeline Island, Wisconsin, die eveneens Bizhiki of Chief Buffalo werd genoemd en tot de IJsduikerclan behoorde). Prominente 19e-eeuwse leider van de Mekamaadwewininiwag (Pillager band) uit Noord-Wisconsin, die behalve om zijn krijgshaftigheid in de oorlogen met de Dakota bekendheid verwierf als een leider die zich in de voorhoede bevond in de contacten met de Amerikanen. In 1863 tekende Bizhiki het verdrag van 1863, op basis waarvan een aantal permanente reservaten in Minnesota werden opgericht: onder andere Gaa-zagaskwaajimekaag (Leech Lake Indian Reservation)
- Walter Bresette (1947 - 1999), Maang-doodem (IJsduikerclan), prominent activist, politicus en schrijver over milieukwesties en Ojibwe-verdragsrechten in Noord-Wisconsin en het Grote Meren-gebied. (Mede-)oprichter van onder meer Witness for Nonviolence, the Midwest Treaty Network en the Wisconsin Green Party
- Benjamin Chee Chee (1944-1977), kunstenaar in de Woodland Art-traditie
- Eddy Cobiness (1933-1996), kunstenaar in de Woodland Art-traditie
- Patrick Des Jarlait (1912-1972), kunstschilder
- Louise Erdrich (1954), schrijfster en dichteres
- Gichi-weshkiinh (Grote Vernieuwer) oftewel Bizhiki (Bizon) (1759?-1855), Midewiwin-priester, 'Principal Chief' van de Ojibweg van Lake Superior die vrede zocht met de Dakota en met de Amerikanen. Hij was afkomstig van de Maang-doodem (IJsduikerclan) uit Mooningwanekaaning (La Pointe), Madeline Island, Wisconsin. De Ojibweg van het Bovenmeer beschouwen hem nog altijd als hun grootste held uit de geschiedenis. Hij was de belangrijkste woordvoerder voor alle Ojibwe-bands uit Noord-Wisconsin in de eerste helft van de 19e eeuw, en als "Chief Buffalo" tekende hij vele verdragen met de Amerikanen. Om een dreigende uitroeiing van de Lake Superior Ojibweg te voorkomen, beijverde hij zich in 1854 bij de Treaty of La Pointe voor het opzetten van permanente reservaten in Michigan, Wisconsin en Minnesota. Zodoende was hij er verantwoordelijk voor dat zijn volk in hun oude leefgebied konden blijven wonen. Hij wordt beschouwd als de stichter van Gaa-miskwaabikaag oftewel Red Cliff Indian Reservation in Wisconsin
- Basil Johnston (1929), geschiedschrijver
- Winona LaDuke (1959) uit Gaa-waabaabiganikaag (White Earth, Minnesota). Politiek activiste, milieuactiviste, econoom, vicepresidentskandidaat en schrijfster
- Carole LaFavor, schrijfster en aidsactiviste
- Joe Lumsden (?-1987), drijvende kracht achter de federale erkenning van de Sault Ste. Marie of Chippewa in Michigan, en van 1976-87 de eerste voorzitter van deze ‘tribe’. Kreeg nationale erkenning voor zijn rol in de 11 jaar durende strijd voor inheemse visrechten in het Grote Merengebied. Voorzitter van de Chippewa-Ottawa Treaty Fishery Management Authority, 1981-87
- Loma Lyns, singer-songwriter en televisiepresentatrice
- Kechewaishke: zie Gichi-weshkiinh
- Minevavana (1710-1770), opperhoofd van de Mackinac-Ojibweg, beroemd redenaar, vocht aan de zijde van de Fransen en speelde een prominente rol in de verovering van het Britse Fort Michilimackinac in 1763, tijdens Pontiac's Rebellion (Pontiacs opstand)
- Norval Morrisseau (Miskwaabik Animikii, "Koperen Dondervogel") (1931/33-2007), mystiek kunstenaar en grondlegger van de Woodland School of Art
- Ted Nolan (1958), professioneel ijshockeyspeler en coach van de New York Islanders
- Jim Northrup (1943-2016), Makwa-doodem (Beerclan), krantencolumnist, dichter en politiek commentator van het Fond du Lac Indian reservaat in Minnesota. Zijn Anishinaabe-naam is "Chibenashi" (van Chi-bineshiinh "Grote Kleine Vogel")
- Leonard Peltier (1944), medeoprichter van de American Indian Movement (AIM) en tot levenslang veroordeelde, internationaal bekende (politiek) gevangene. Zijn moeder is afkomstig van de Dakota/Lakota Nation
- Roy Thomas (1949-2004), kunstenaar in de Woodland Art-traditie
- E. Donald Two-Rivers, (toneel)schrijver en dichter
- Gerald Vizenor (1934), schrijver, dichter en hoogleraar
- Waabojiig of Waubojeeg (Witte Vissermarter) (ca. 1747-1793), Adik-doodem (Rendier-clan), krijgsleider uit Zhaagawaamikong (Chequamegon Bay, Wisconsin), bekend om zijn overwinningen op de Dakota en Meskwakihaki in de tweede helft van de 18e eeuw. Zijn zoon Weshkii en jongste dochter Ozaagashkodewekwe werden later prominente figuren in de Baawiting (Sault Ste. Marie)-regio
- William Whipple Warren (1825-1853), van gemengd bloed uit La Pointe, Madeline Island, Wisconsin, historicus, tolk en wetgever in Minnesota Territory
- Wawatam, een 18e-eeuwse krijgsleider een rol speelde in de verovering van het Britse Fort Michilimackinac in 1763, tijdens de Pontiac's Rebellion (Pontiacs opstand)
- Zhingaabewasin of 'Chief Shingabawossin' (Beeltenis-Van-Steen), vooraanstaand erfelijk leider en eloquent woordvoerder van de Baswenaazhi-doodem (Kraanvogelclan), Baawiting (Sault Ste. Marie), 1763-ca. 1830. Zijn status als erfelijk leider uit de Kraanvogelclan maakte hem tot de leider van alle Ojibwe-bands van het Grote Merengebied in het eerste kwart van de 19e eeuw. Hij vocht in 1783 zij aan zij met Waabojiig (Witte Vissermarter) van de Zhaagawaamikong-band tegen de Meskwakihaki en Asakiwaki (Fox en Sauk) in de Battle of St. Croix Falls. In de Oorlog van 1812 vocht hij in Britse dienst tegen de Amerikanen, waarna hij naar York ging om zich aan te sluiten bij Tecumsehs federatie. In 1820 tekende hij als het meest prominente Ojibwe-delegatielid van de Ojibweg het Verdrag van Sault Ste. Marie, in 1825 het Verdrag van Prairie du Chien, en in 1826 de Fond du Lac-overeenkomst.
- Trixie Mattel (1989) (officiële naam: Brian Firkus) is een bekende drag queen, die bekend werd door haar deelname aan het zevende seizoen van RuPaul's Drag Race. Firkus is half Ojibweg.
- Cara Gee (1983). actrice, onder andere bekend van The Expanse en Empire of Dirt.